# Madrid
Madrid (tiếng Tây Ban Nha: [maˈðɾið]) là thủ đô và là thành phố lớn nhất của Tây Ban Nha. Dân số thành phố vào khoảng 3,4  triệu người, toàn bộ dân số của vùng đô thị Madrid ước tính khoảng 6,271 triệu người. Madrid là thành phố lớn thứ hai trong Liên minh châu Âu, sau Berlin. Thành phố có diện tích tổng cộng 604,3  km² (233.3  sq mi).
Madrid là đô thị trung tâm của Vùng đô thị Madrid có dân số hơn 5,8 triệu người.
Chùm đô thị Madrid có mức GDP lớn thứ ba trong Liên minh châu Âu và mọi ảnh hưởng về chính trị, giáo dục, giải trí, môi trường, truyền thông, thời trang, khoa học và nghệ thuật của Madrid đều góp phần vào vị thế là một trong những thành phố toàn cầu của thế giới. Dựa trên xuất khẩu kinh tế, tiêu chuẩn đời sống cao và quy mô thị trường rộng lớn, Madrid được xem là trung tâm tài chính chủ đạo của Nam châu Âu và bán đảo Iberia. Nơi đây là nơi đóng trụ sở của một số lượng đông đảo các công ty lớn của Tây Ban Nha. Madrid là thành phố thu hút du lịch nhất trên đất nước Tây Ban Nha, và xếp thứ tư trên toàn lục địa, ngoài ra còn là thành phố được xem là nơi sống tốt đứng thứ 10 thế giới theo tạp chí Monocle trong bảng xếp hạng năm 2010. Madrid cũng nằm trong danh sách 12 thành phố châu Âu xanh nhất vào năm 2010.
Thành phố nằm trên sông Manzanares, ở trung tâm của đất nước và vùng Cộng đồng Madrid (vốn bao gồm thành phố Madrid, vùng đô thị liên hoàn của nó và các ngôi làng cũng như vùng ngoại ô mở rộng xung quanh). Vùng cộng đồng này giáp với cộng đồng tự trị Castile và León và Castile-La Mancha.
Đóng vai trò là thành phố thủ đô, nơi đóng cơ quan chính phủ và nơi cư trú của Quốc vương Tây Ban Nha, Madrid do đó còn là trung tâm chính trị của Tây Ban Nha. Thị trưởng hiện nay là Alberto Ruiz-Gallardón của Đảng Nhân dân.
Tuy Madrid sở hữu một nền cơ sở hạ tầng hiện đại, nơi đây vẫn lưu giữ vẻ bề ngoài và cảm giác xưa cũ tại phần lớn các khu phố và những con đường lịch sử. Các thắng cảnh bao gồm: cung điện hoàng gia Madrid; nhà hát hoàng gia Teatro Real cùng nhà hát Opera tại đây phục hồi vào năm 1850; công viên Buen Retiro, thành lập năm 1631; toà nhà Thư viện Quốc gia từ thế kỷ 19 (thành lập năm 1712) lưu trữ những hiện vật và tài liệu lịch sử của Tây Ban Nha; bảo tàng khảo cổ; Tam giác Vàng Nghệ thuật nằm dọc theo đại lộ Paseo del Prado và gồm 3 bảo tàng nghệ thuật: Bảo tàng Prado, Bảo tàng Reina Sofía, một bảo tàng nghệ thuật đương đại, ngoài ra còn bảo tàng Thyssen-Bornemisza, nằm trong cung điện Madrid được sửa chữa phục hồi lại.

## Lịch sử

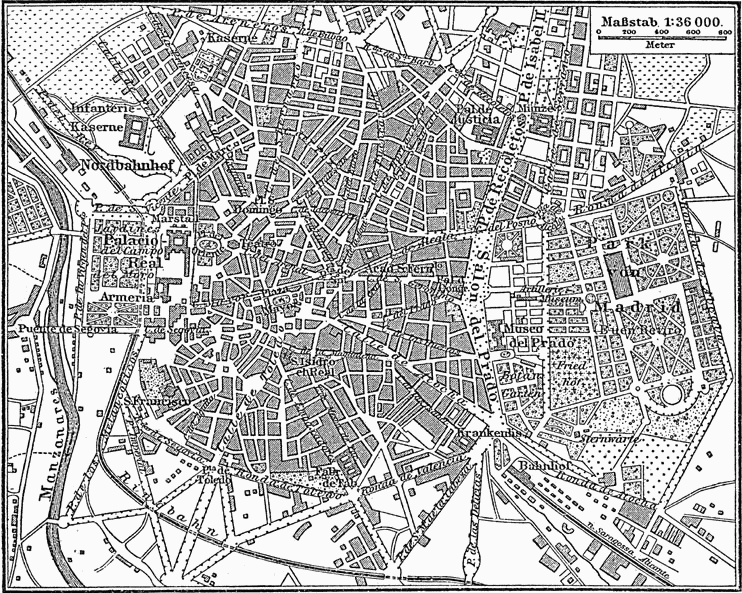
Bản đồ Madrid năm 1888 ở Đức

### Thời Trung cổ
Mặc dù địa điểm Madrid hiện đại đã có người ở từ thời tiền sử, trong thời La Mã vùng này thuộc về xứ đạo của Complutum (nay là Alcalá de Henares). Nhưng các dữ liệu lịch sử đầu tiên của thành phố có từ thế kỉ thứ 9, khi Mehmed I ra lệnh xây một cung điện nhỏ tại cùng nơi mà hiện nay là Palacio Real. Xung quanh cung điện có một thành lũy nhỏ mang tên al-Mudaina.
Gần cung điện là Manzanares, nơi những người Hồi giáo gọi là al-Majrīṭ (tiếng Ả Rập: المجريط, "nguồn nước"). Từ đó mà có việc đặt tên nơi này là Majerit, sau này dẫn đến cách phát âm hiện đại của Madrid). Thành này bị Alfonso VI xứ Castile chinh phục vào năm 1085 trên đường tiến quân về Toledo. Ông cho xây lại mosque thành nhà thờ của Virgin xứ Almudena (almudin: vựa lúa của quân đoàn đồn trú). Vào năm 1329, Cortes Generales tụ họp lần đầu tiên trong thành phố để cố vấn cho Ferdinand IV xứ Castile. Người Do Thái Sephardic và người Moor tiếp tục sống trong thành phố cho đến khi họ bị đuổi đi vào cuối thế kỉ thứ 15.
Sau nhiều bạo loạn và một trận cháy lớn, Henry III xứ Castile (1379-1406) cho xây dựng lại thành phố và bản thân ông đóng đồn bên ngoài thành phố một cách an toàn ở El Pardo. Đám rước Ferdinand và Isabella trọng thể vào Madrid báo hiệu việc chấm dứt sự xung đột giữa Castile và Aragon.

### Thời Phục hưng

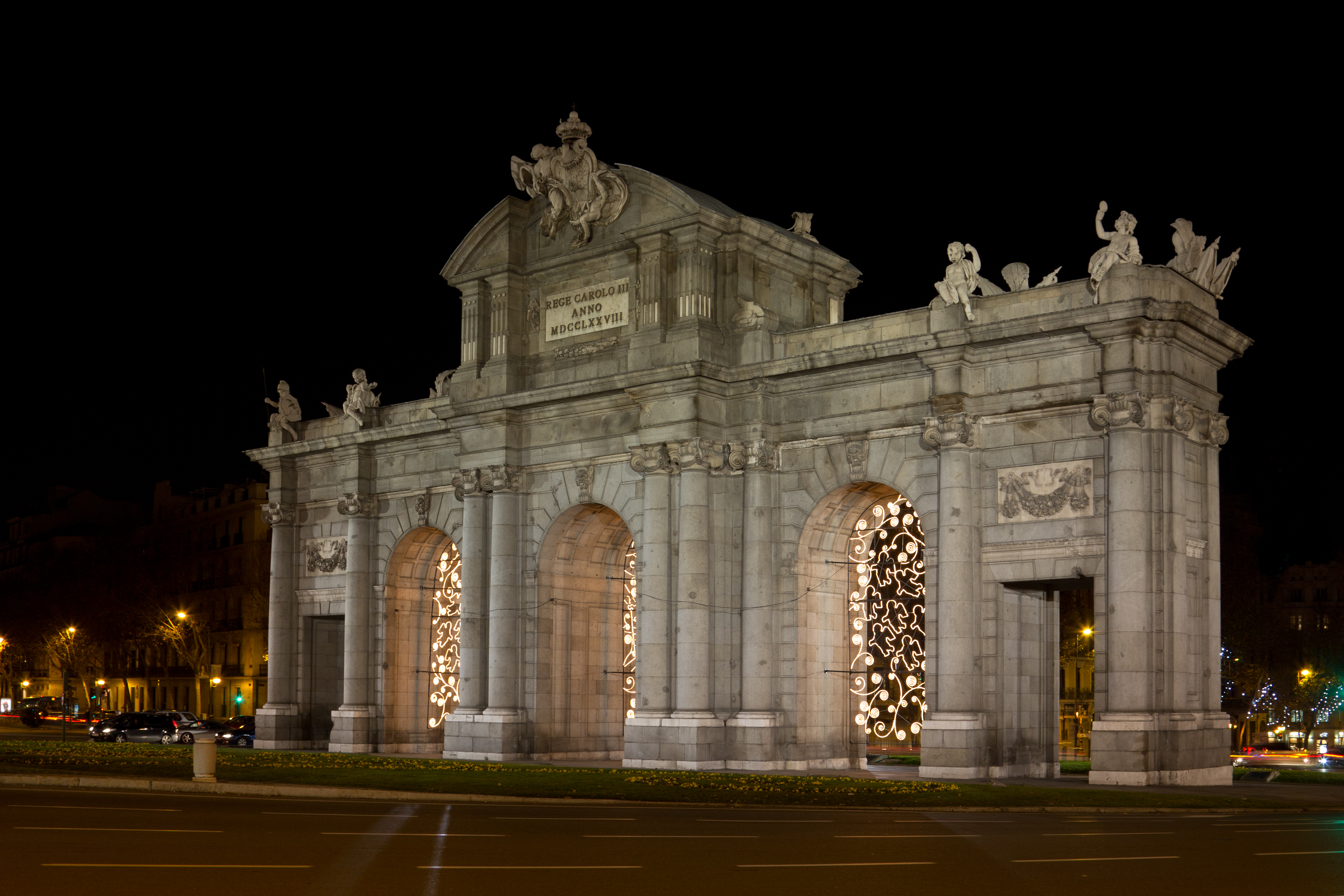
Puerta de Alcalá, bên ngoài el Parque del Buen Retiro, là cổng để các nhà buôn đi vào thành phố bán sản phẩm vào chợ Chủ nhật

Vương quốc Castilla, với thủ đô tại Toledo, và Aragón, với thủ đô là Saragossa, được Carlos I hòa nhập vào Tây Ban Nha hiện đại. Mặc dù Carlos chuộng Madrid hơn, chính con trai ông, Felipe II (1527-1598) là người dời triều đình về Madrid vào năm 1561. Mặc dù ông không công bố chính thức, địa điểm của triều đình cũng chính là thủ đô de facto. Sevilla tiếp tục cai quản Spanish Indies, nhưng Madrid quản lý Sevilla. Ngoại trừ một khoảng thời gian ngắn, 1601-1606, khi Felipe III thiết lập triều đình ở Valladolid, sự may mắn của Madrid khá gần giống với sự may mắn của Tây Ban Nha. Suốt thời Siglo de Oro (Thế kỉ vàng), trong thế kỉ thứ 16/17, Madrid không giống bất cứ thủ đô nào ở châu Âu: dân số thành phố phụ thuộc kinh tế vào các công việc của chính triều đình.

### Madrid cuối thời Phục hưng và đầu thời hiện đại

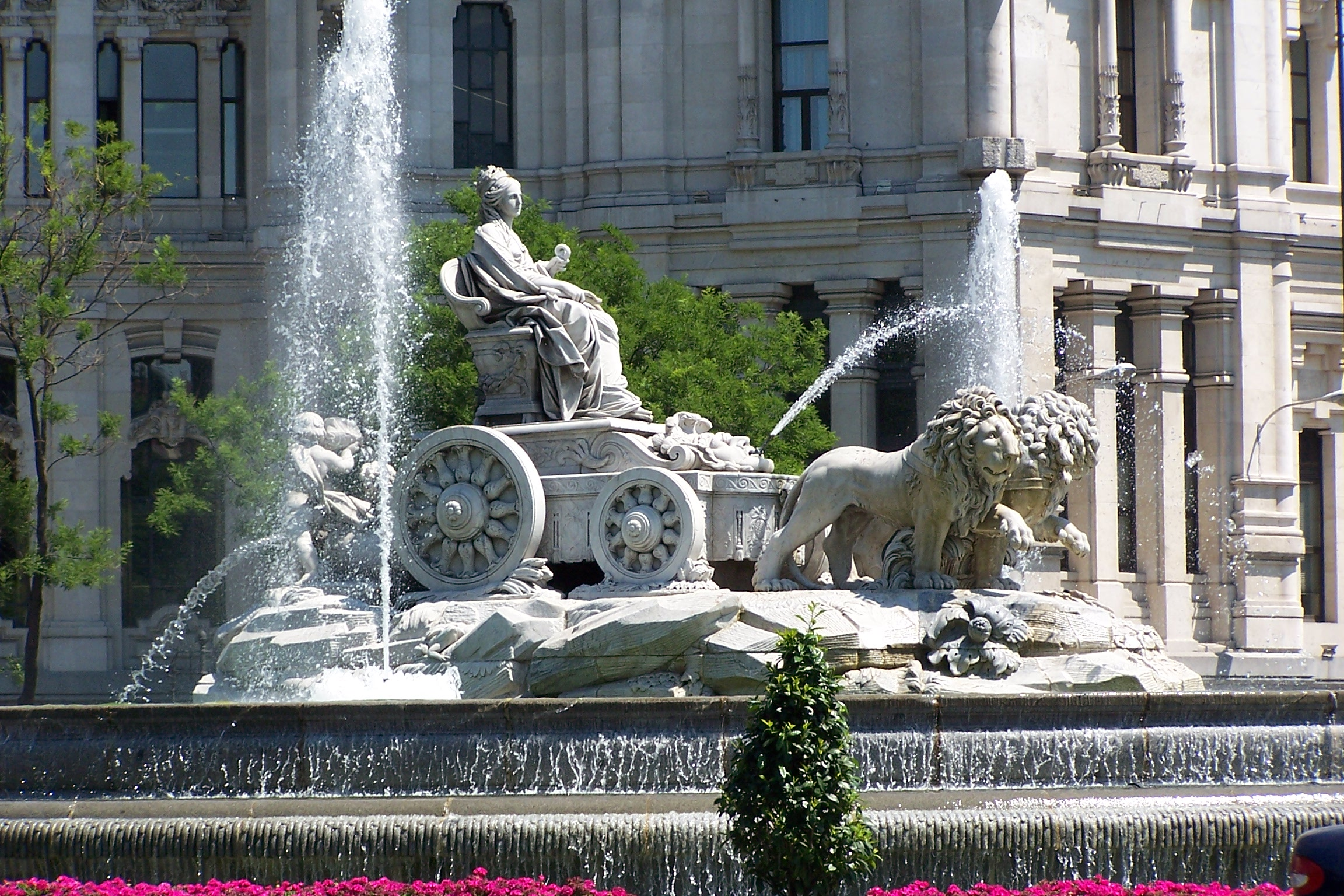
Vòi phun nước Cibeles, Plaza de Cibeles

Felipe V quyết định rằng một thủ đô châu Âu không thể ở trong tình trạng như vậy, và nhiều cung điện mới (bao gồm cả Palacio Real de Madrid) được xây dựng dưới triều đại của ông. Tuy nhiên, chỉ cho đến thời của Carlos III (1716-1788) thì Madrid mới trở thành một thành phố hiện đại. Carlos III là một trong những vị vua được kính trọng nhất trong lịch sử của Madrid, và câu nói "người thị trưởng tốt nhất, đó là nhà vua" trở thành phổ biến trong những thời gian này. Khi Carlos IV (1748-1819) lên ngôi vua thì dân thành Madrid nổi loạn. Sau cuộc Nổi loạn Aranjuez, dẫn dầu bởi chính con trai ông là Fernando VII chống lại ông, Carlos IV thoái vị, nhưng triều đại của Fernando VII khá ngắn ngủi: vào tháng 5 năm 1808 quân đội của Napoléon Bonaparte tiến vào thành phố. Vào 2 tháng 5 năm 1808 (tiếng Tây Ban Nha: Dos de Mayo) nhóm Madrileños nổi dậy chống lại quân Pháp, sự đối phó tàn bạo của quân Pháp đã có ảnh hưởng lâu dài lên sự cai trị của Pháp ở Tây Ban Nha và hình ảnh của Pháp nói chung ở châu Âu.
Sau cuộc chiến tranh giành độc lập (1814) Fernando VII quay trở lại ngôi vua, nhưng sau một cuộc cách mạng của quân đội tự do, Đại tá Riego làm nhà vua phải thề là tôn trọng hiến pháp. Điều này bắt đầu một giai đoạn mà nhà nước tự do và nhà nước bảo thủ thay phiên lẫn nhau, và điều này chấm dứt với sự lên ngôi của nữ hoàng Isabel II (1830-1904).

### Madrid thế kỉ thứ 20

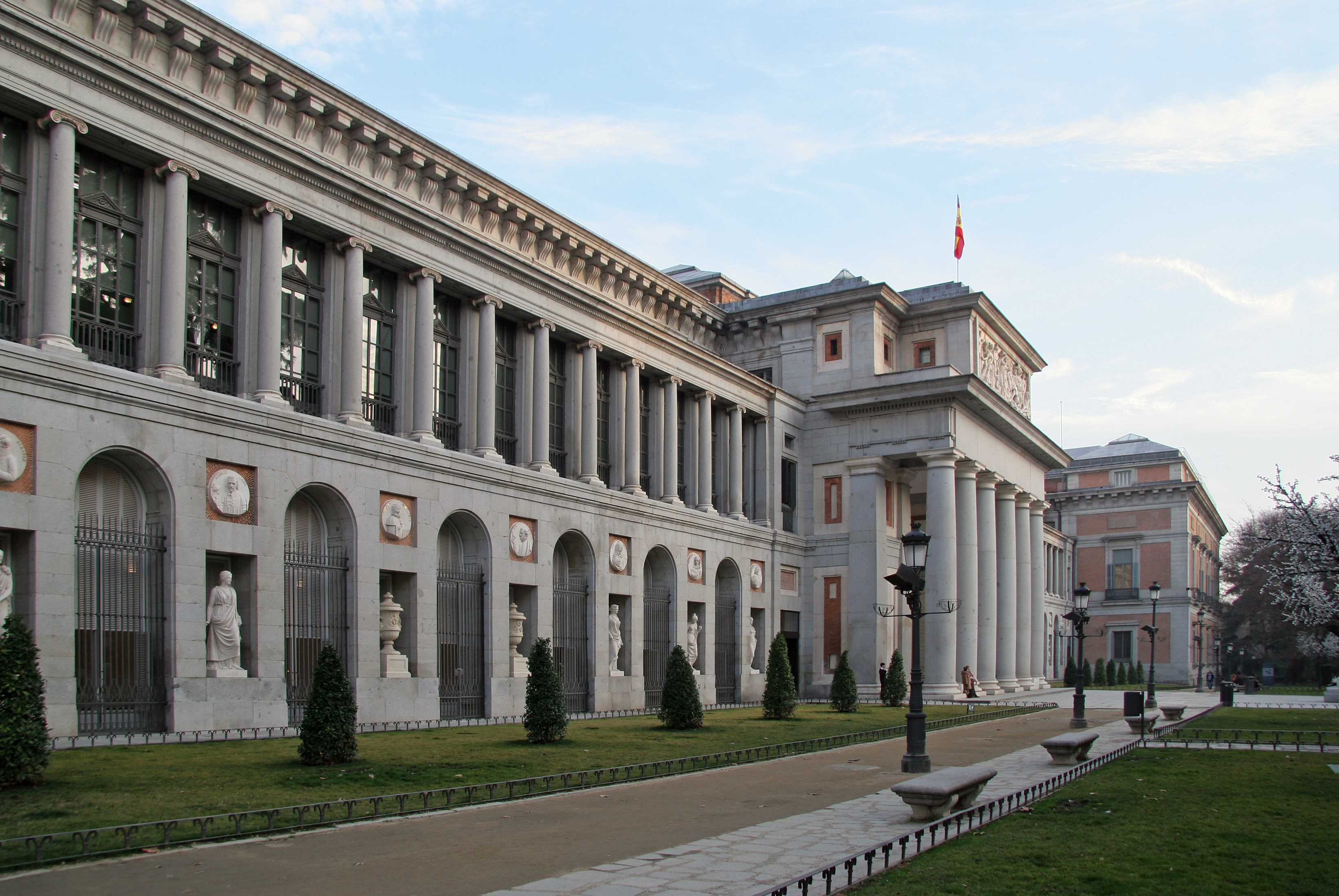
Bảo tàng Prado.

Isabel II không thể làm dịu đi sự căng thẳng về mặt chính trị làm dẫn tới một cuộc cách mạng khác, Đệ nhất Cộng hòa Tây Ban Nha, và sự trở lại của hoàng gia, cuối cùng dẫn tới Đệ nhị Cộng hòa Tây Ban Nha và Nội chiến Tây Ban Nha. Trong suốt cuộc chiến tranh này (1936-1939) Madrid là một trong những thành phố bị ảnh hưởng nặng nhất với các con đường trở thành những bãi chiến trường. Madrid là điểm cố thủ của những người Cộng hòa từ tháng 7 năm 1936. Các vùng ngoại ô phía tây là nơi những trận chiến khốc liệt xảy ra vào tháng 11 năm 1936, khi lực lượng Quốc gia cố gắng chiếm thành phố. Sau đó, thành phố bị bao vây gần ba năm, cho đến khi nó đầu hàng vào tháng 3 năm 1939. Chính trong Nội chiến mà Madrid trở thành thành phố đầu tiên bị bỏ bom bởi máy bay cố ý nhắm vào thường dân. (Xem Bao vây Madrid (1936-39).)
Trong suốt chế độ độc tài của Francisco Franco, đặc biệt là sau thập niên 1960, miền nam Madrid trở nên công nghiệp hóa cao và có nhiều cuộc di dân lớn từ các vùng nông thôn vào thành thị. Phía ngoại vi đông nam Madrid trở thành một khu nhà ổ chuột lớn, trở thành nền tảng cho các hoạt động văn hóa và chính trị.
Sau cái chết của Franco, các đảng phái dân chủ nổi lên (gồm cả những đảng cánh tả và những người theo lý tưởng cộng hòa) chấp nhận mong ước của Franco là được Juan Carlos I kế vị - để bảo đảm ổn định chính trị và dân chủ - dẫn tới việc Tây Ban Nha ngày nay như là một nước quân chủ lập hiến.
Phù hợp với sự phồn vinh đạt được trong thập niên 1980, thủ đô của Tây Ban Nha đã củng cố vị trí trong vai trò là một trung tâm dẫn đầu về kinh tế, văn hóa, công nghiệp, giáo dục và khoa học kỹ thuật gay trên bán đảo Iberia.

### Đường không

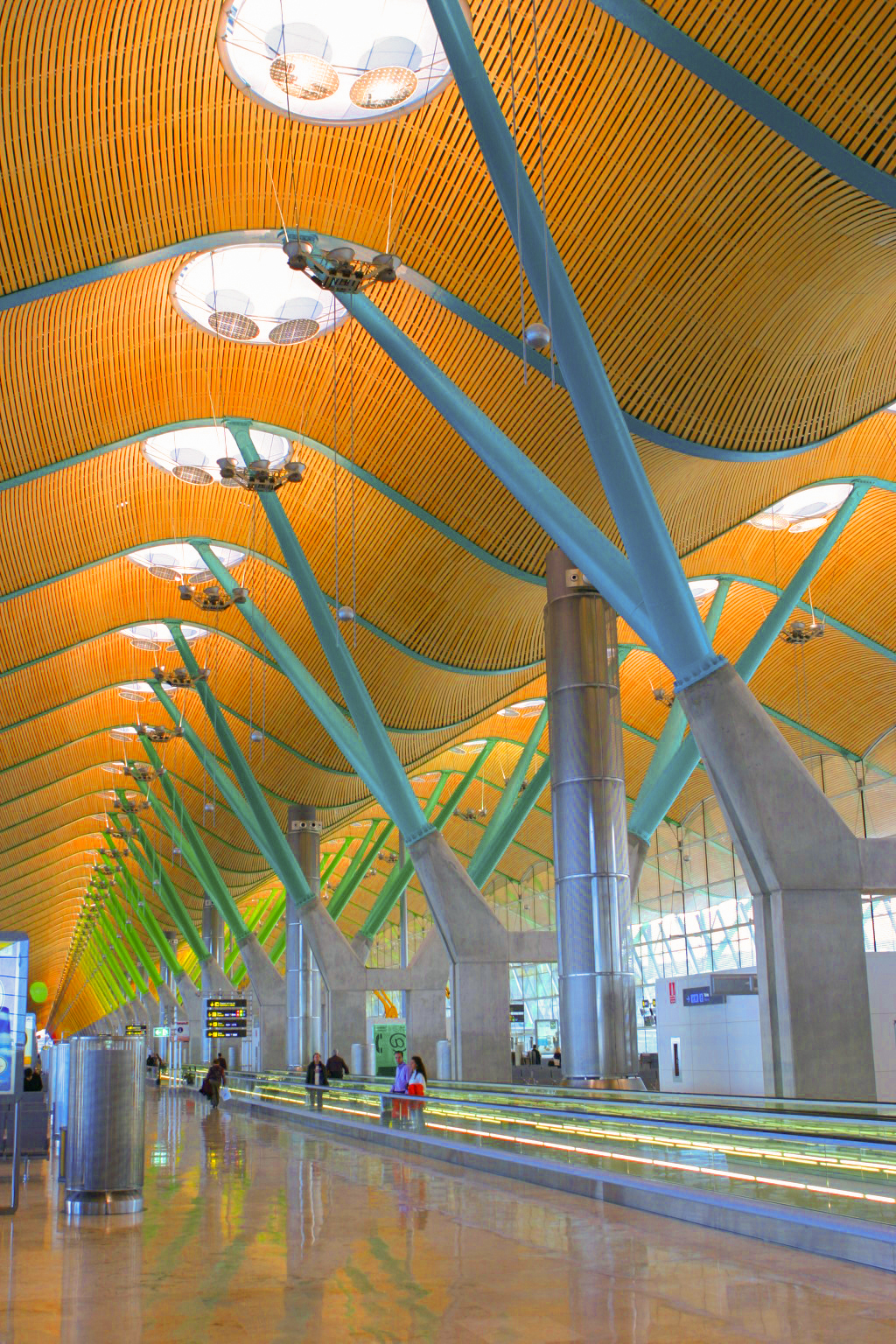
Sân bay Barajas Madrid (nhà ga T4)

### Đô thị song đôi và thành phố kết nghĩa

Madrid về đêm

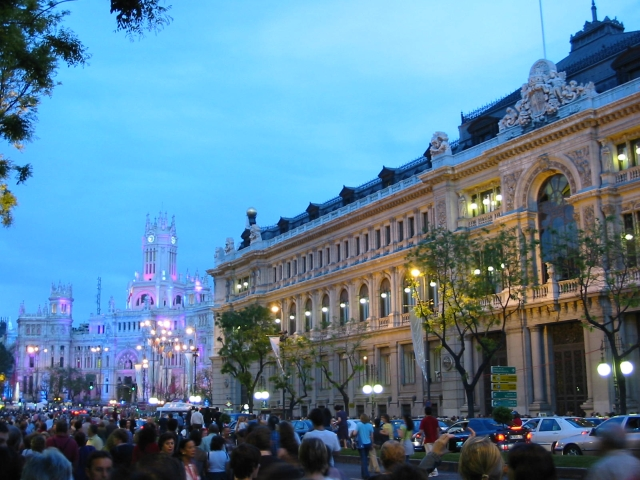
Ngân hàng Tây Ban Nha (phía trước) và Palacio de Comunicaciones (phía sau) tại trung tâm Madrid

## Công trình kiến trúc lịch sử khác

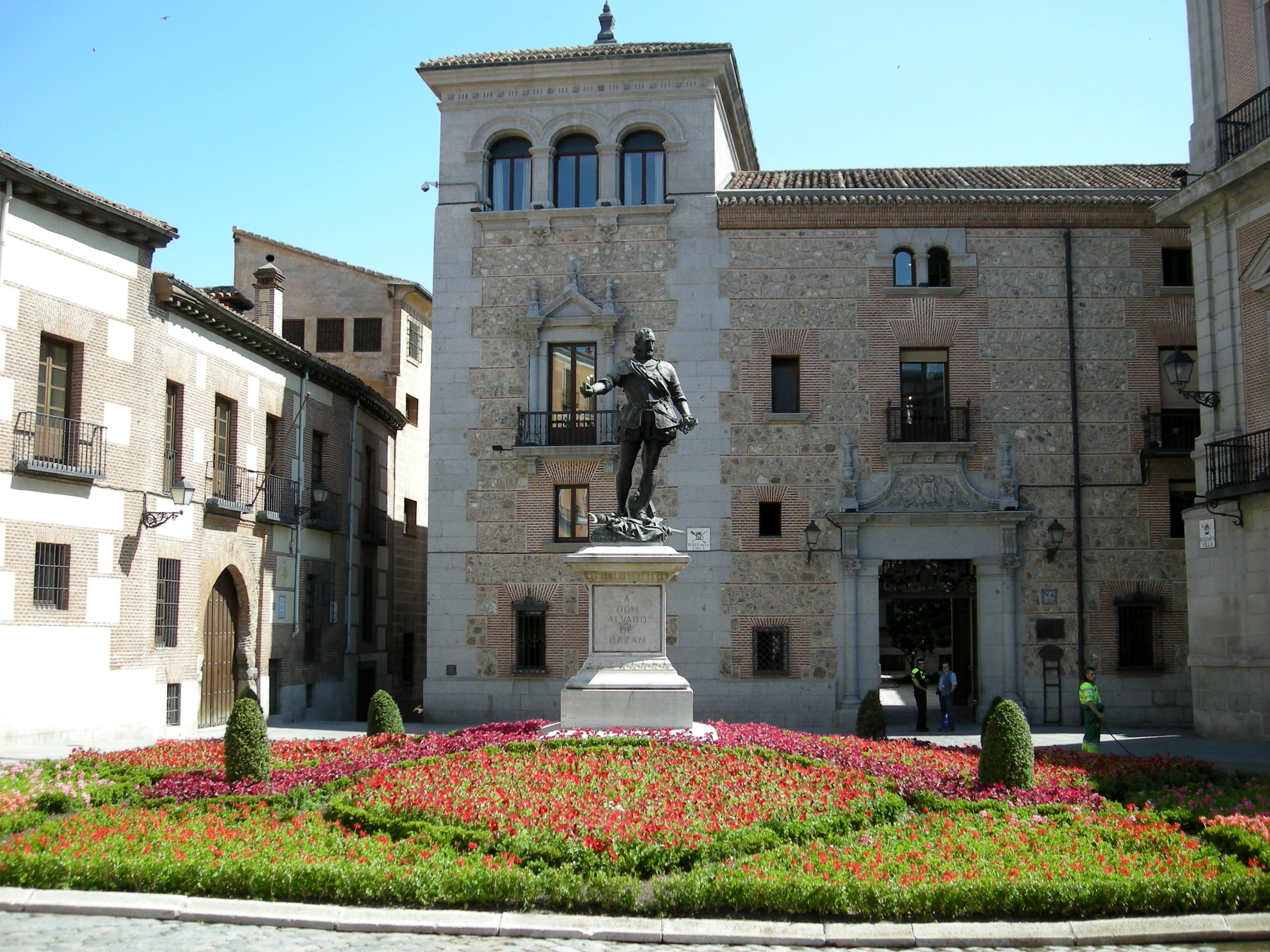
Cisneros House.
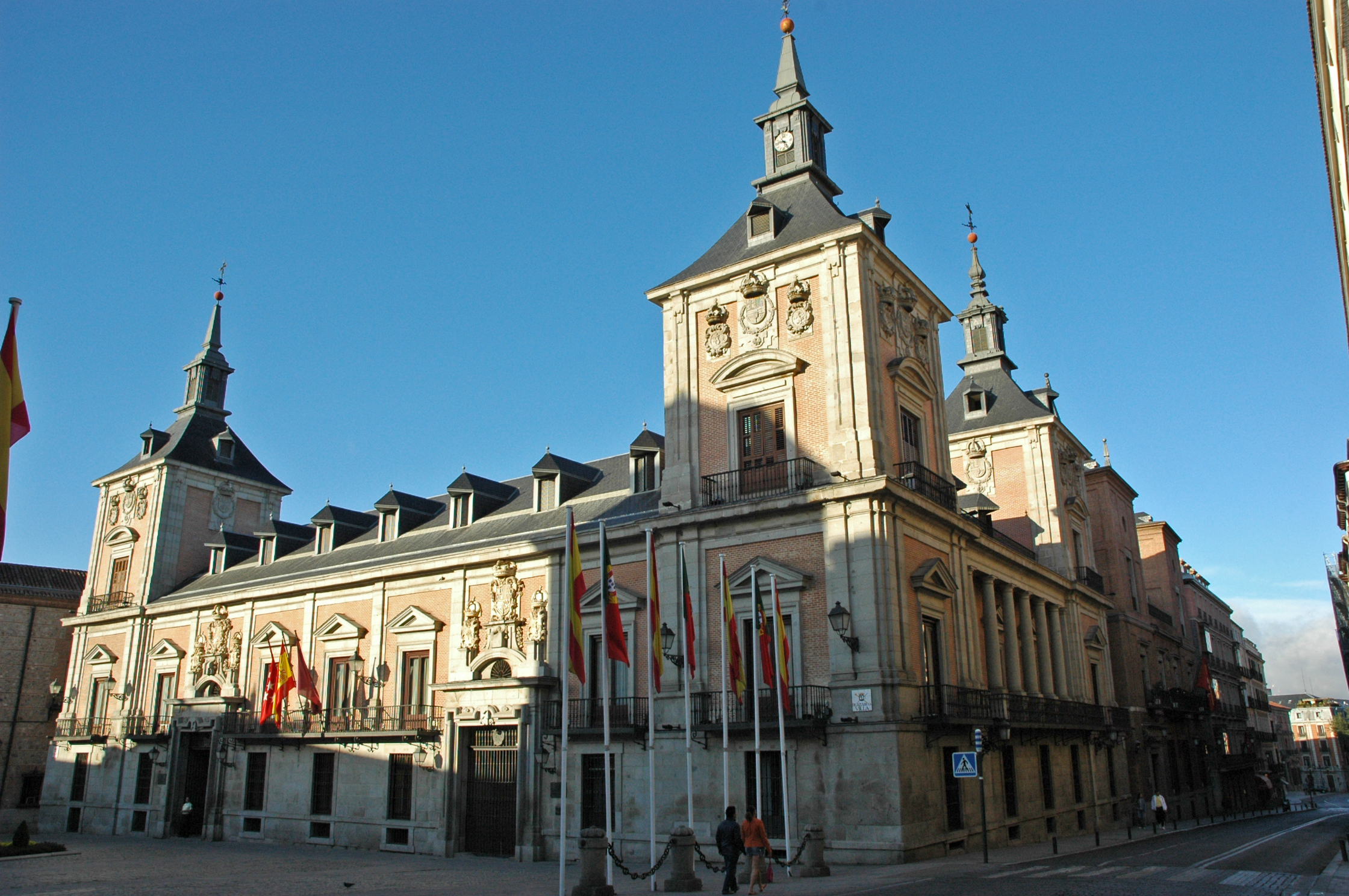
Casa de la Villa.
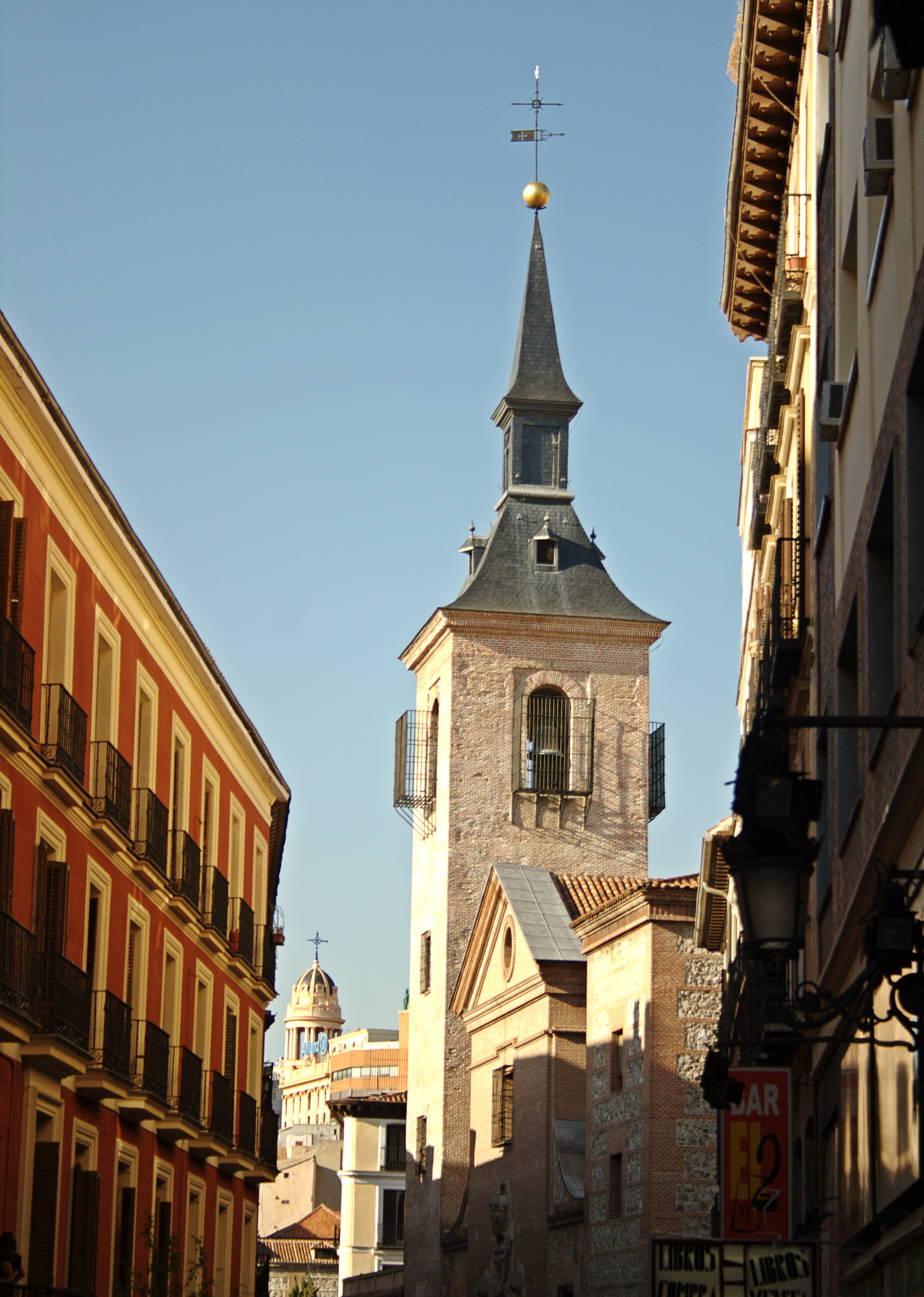
San Ginés Church.
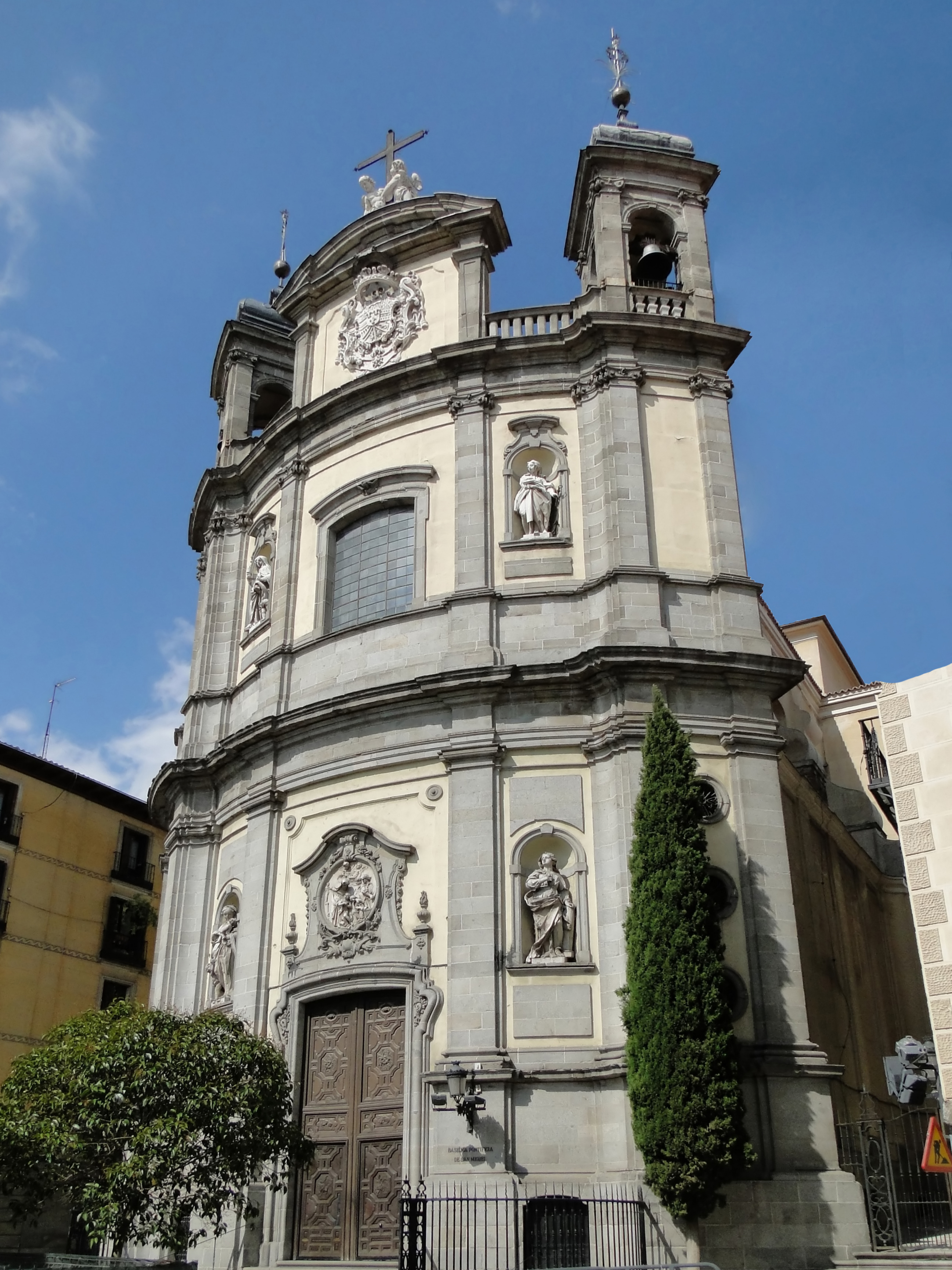
St. Michael's Basilica.
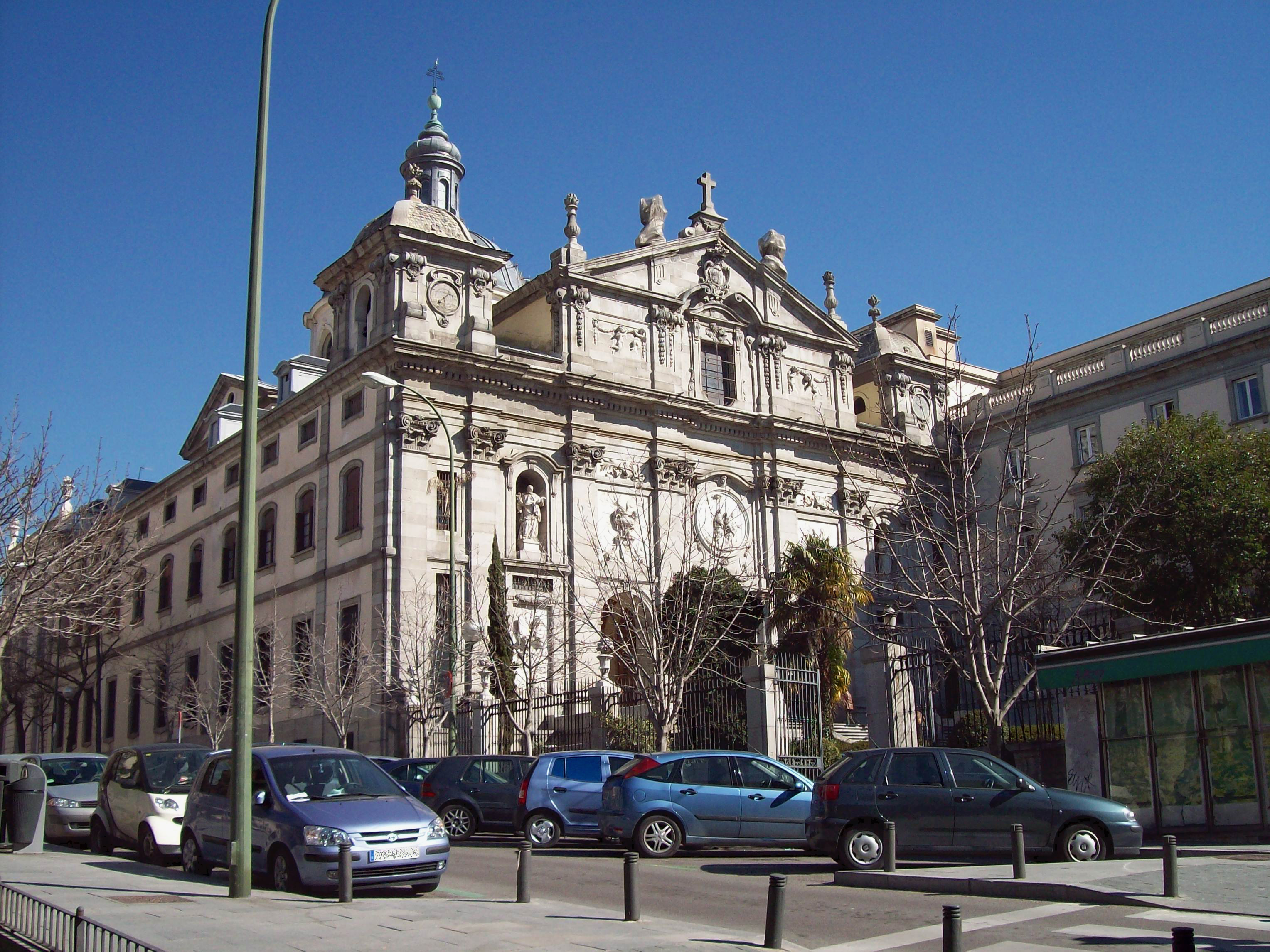
St. Barbara's Church.
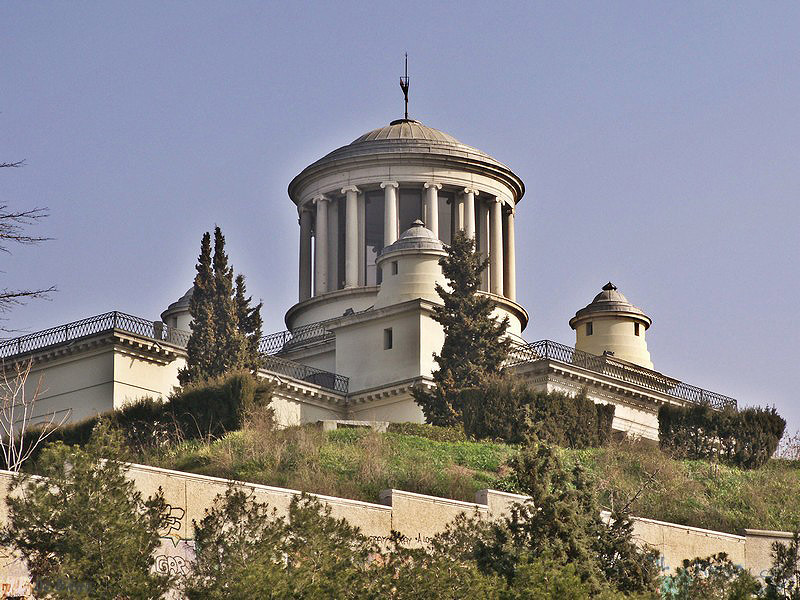
Royal Observatory.
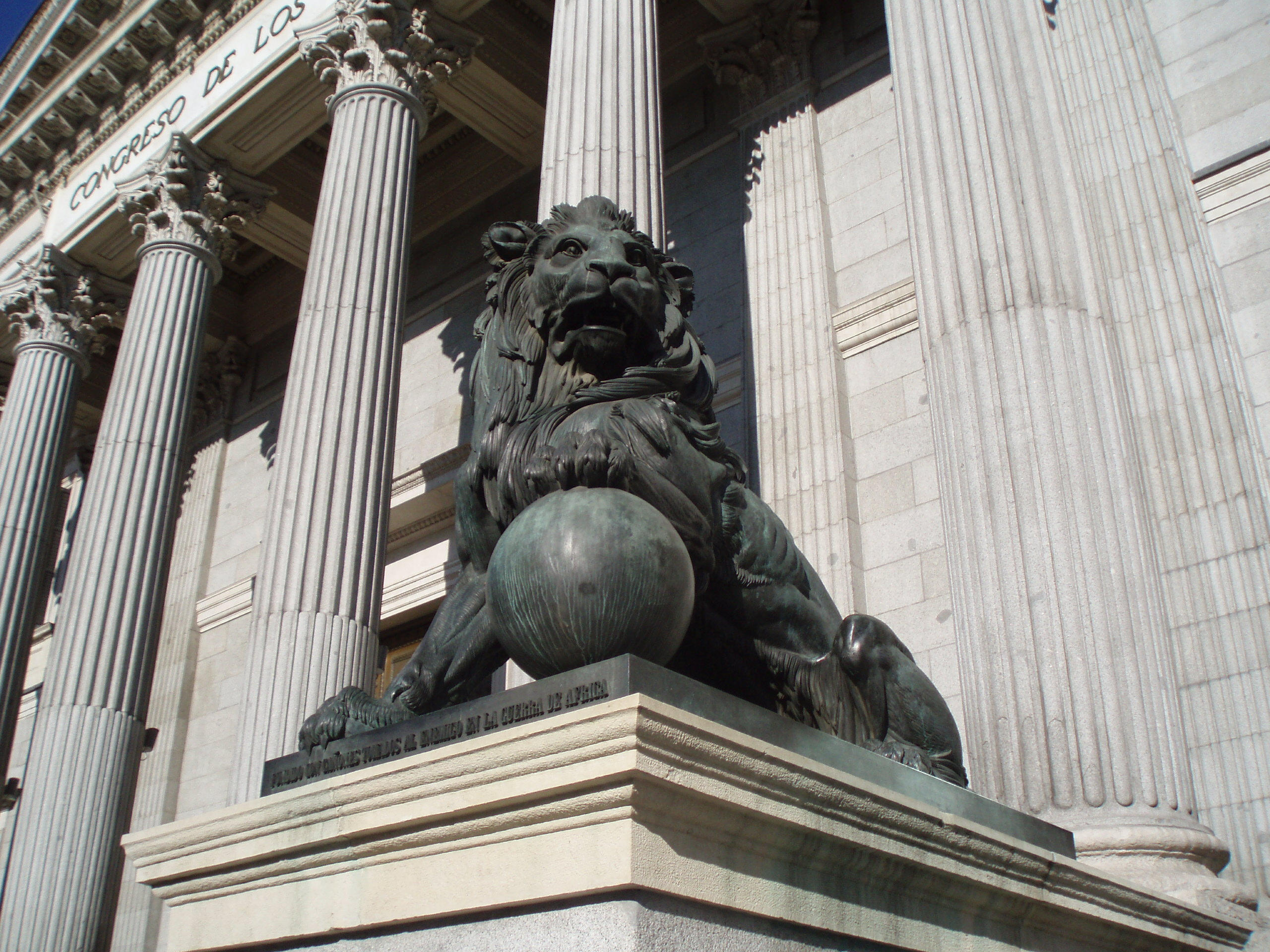
Congress of Deputies.
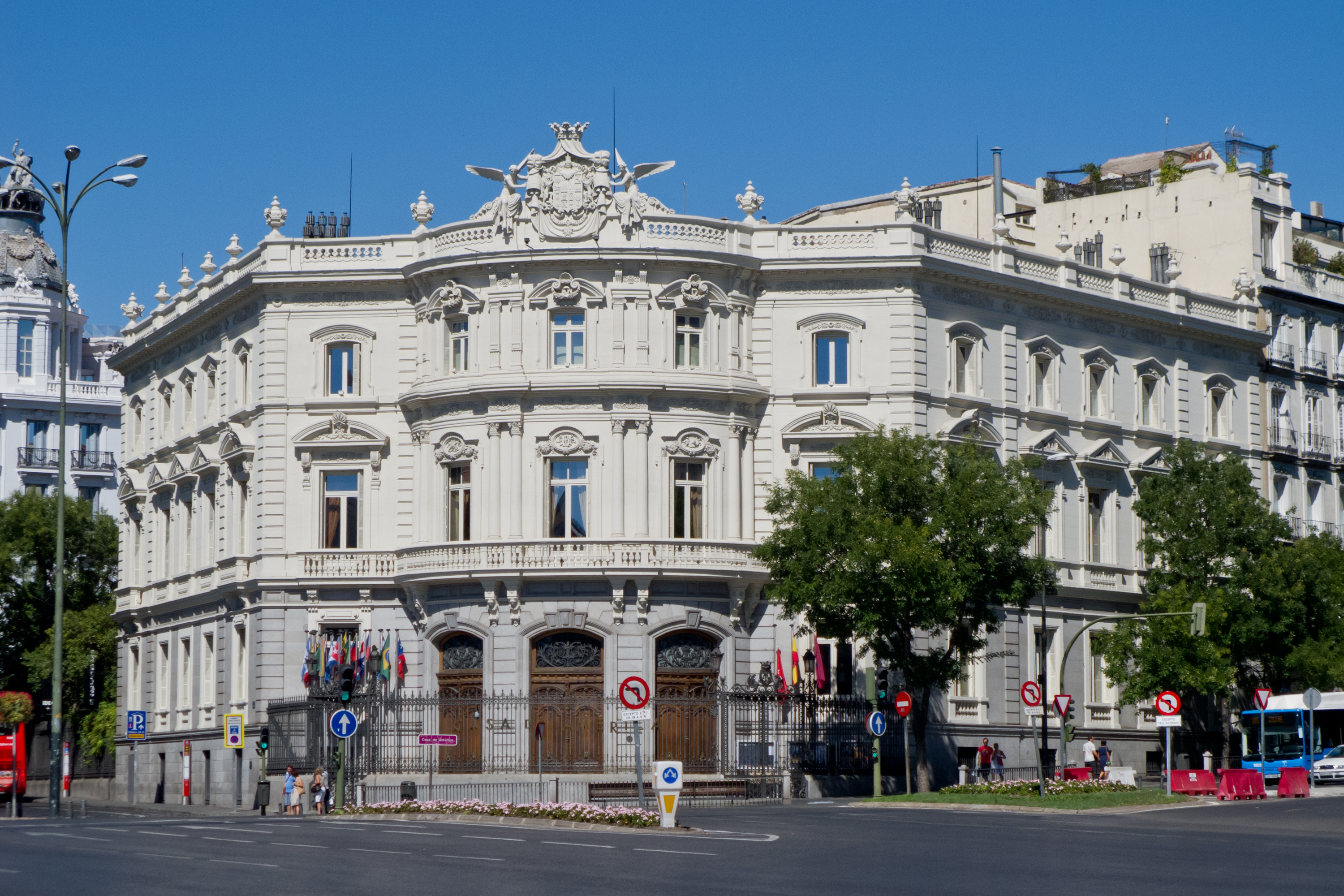
Palacio de Linares.
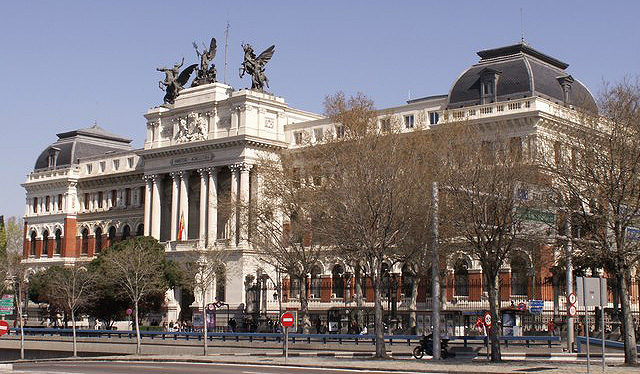
Spanish Ministry of Agriculture.
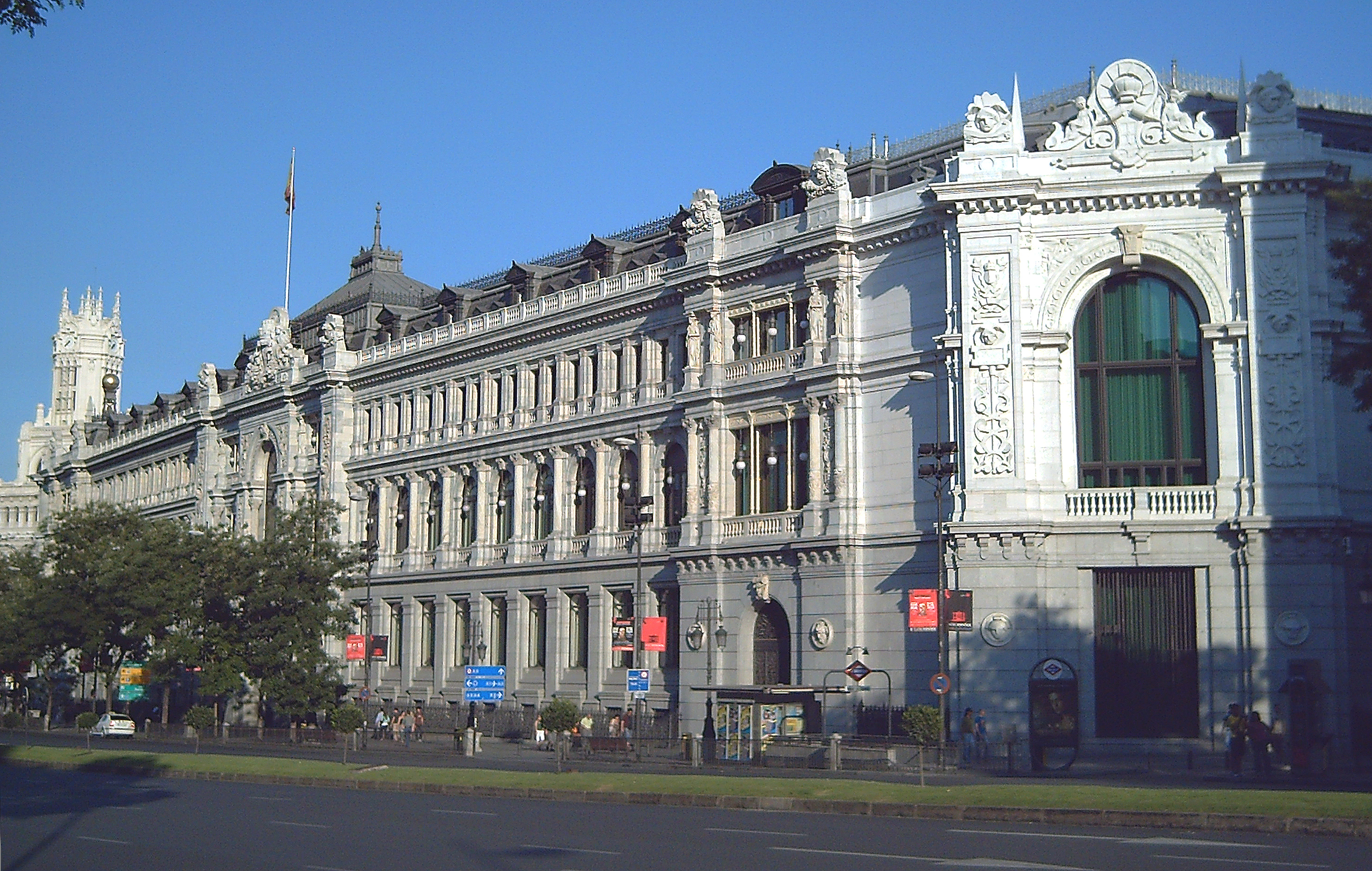
Bank of Spain.
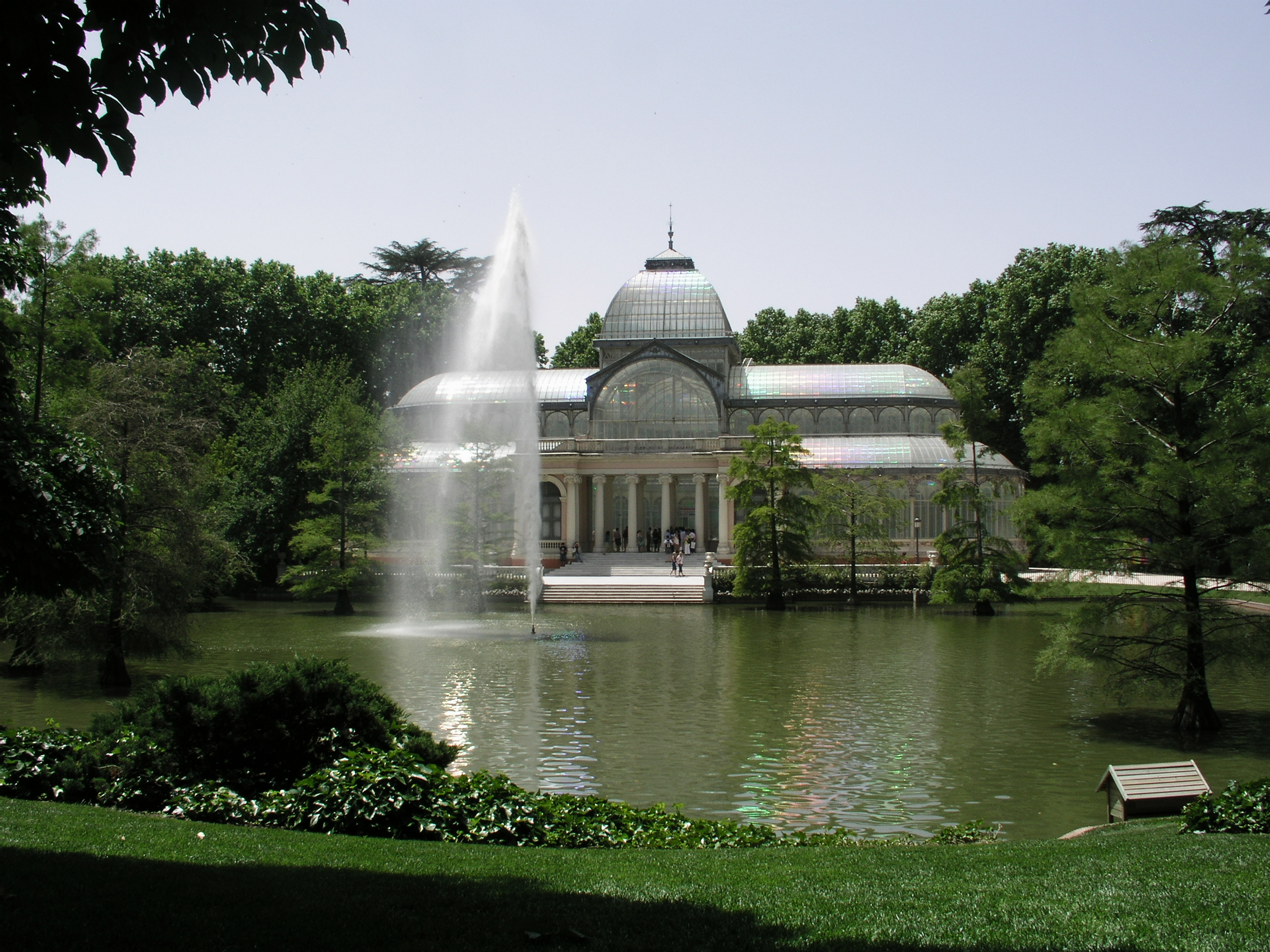
Palacio de Cristal.
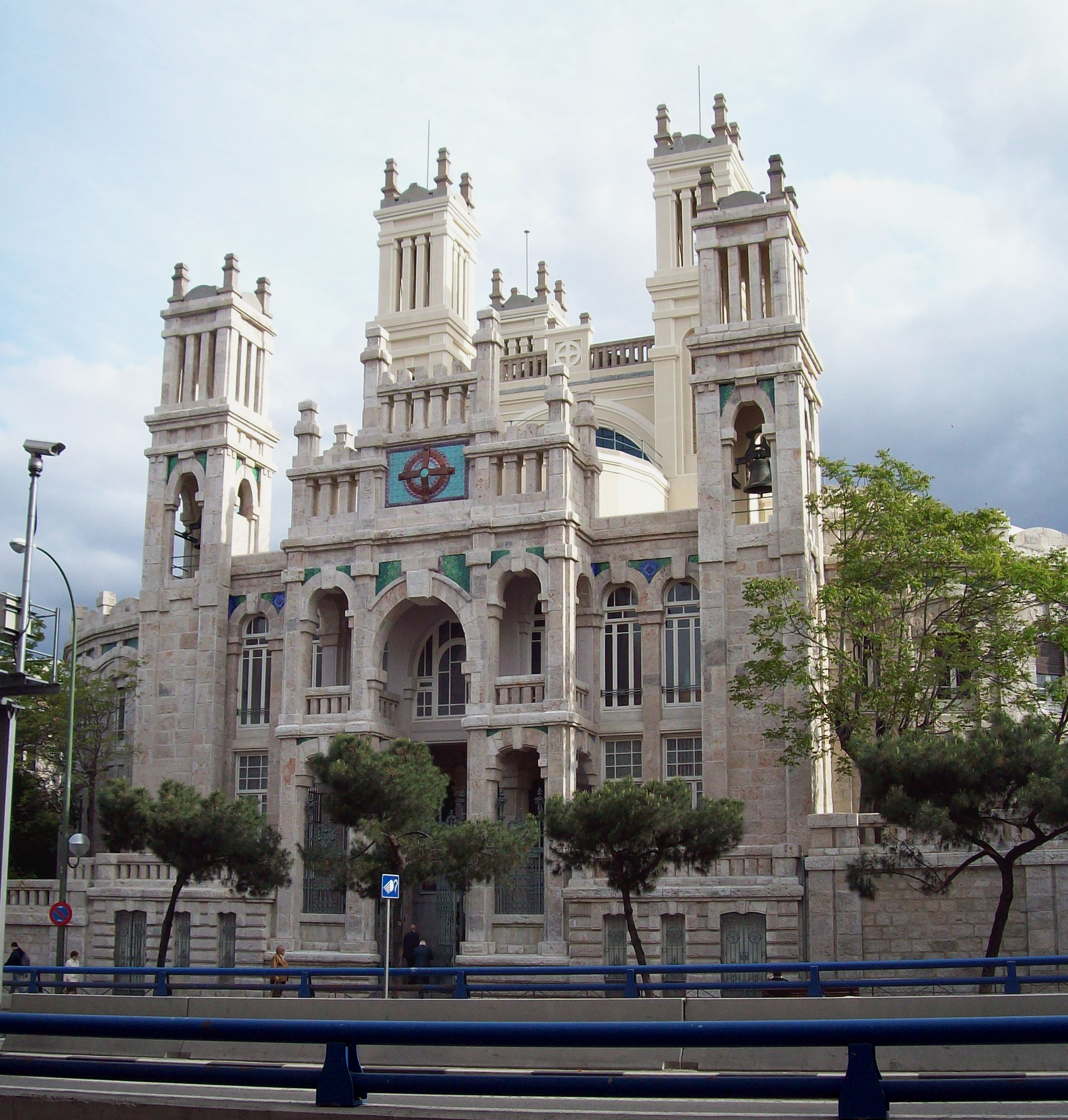
Hospital de Maudes.
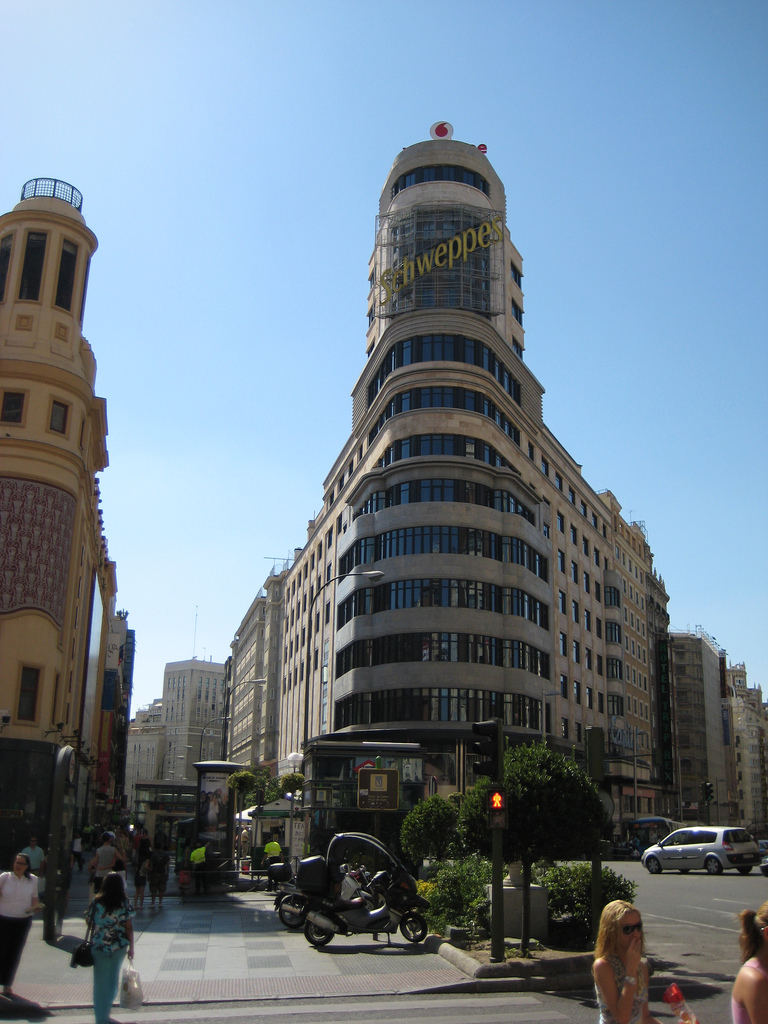
Carrión Building.
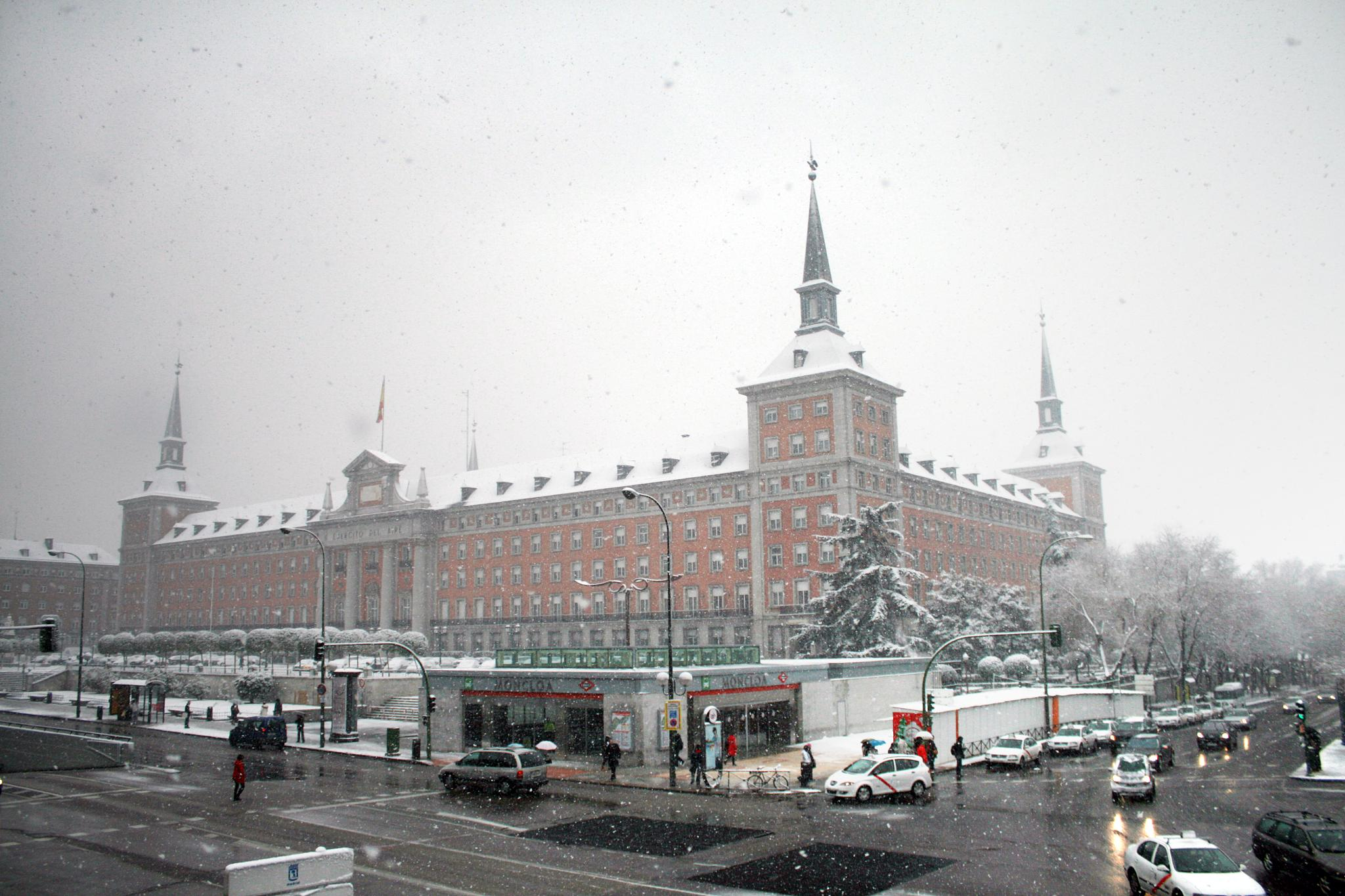
Spanish Air Force Headquarters.
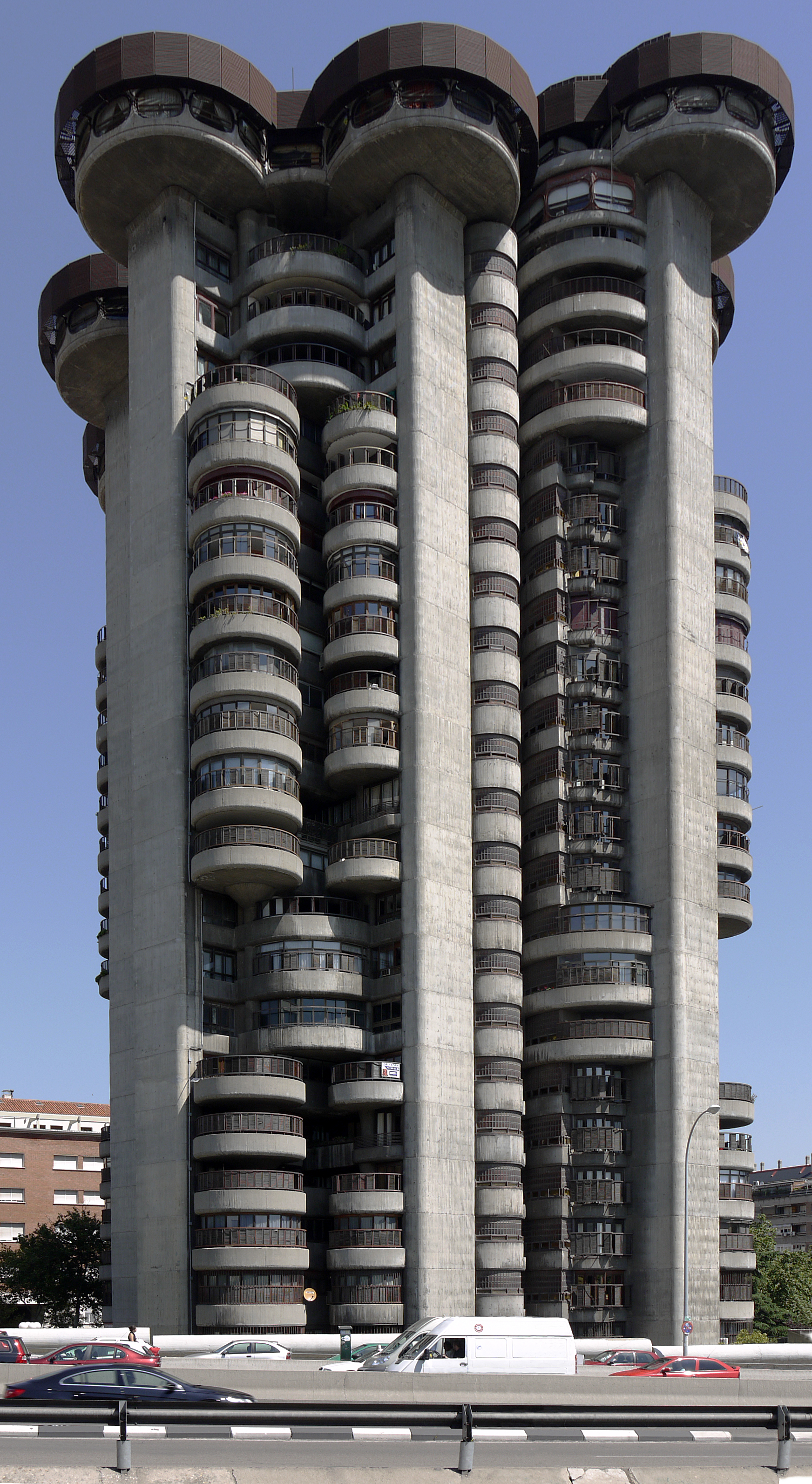
Torres Blancas.
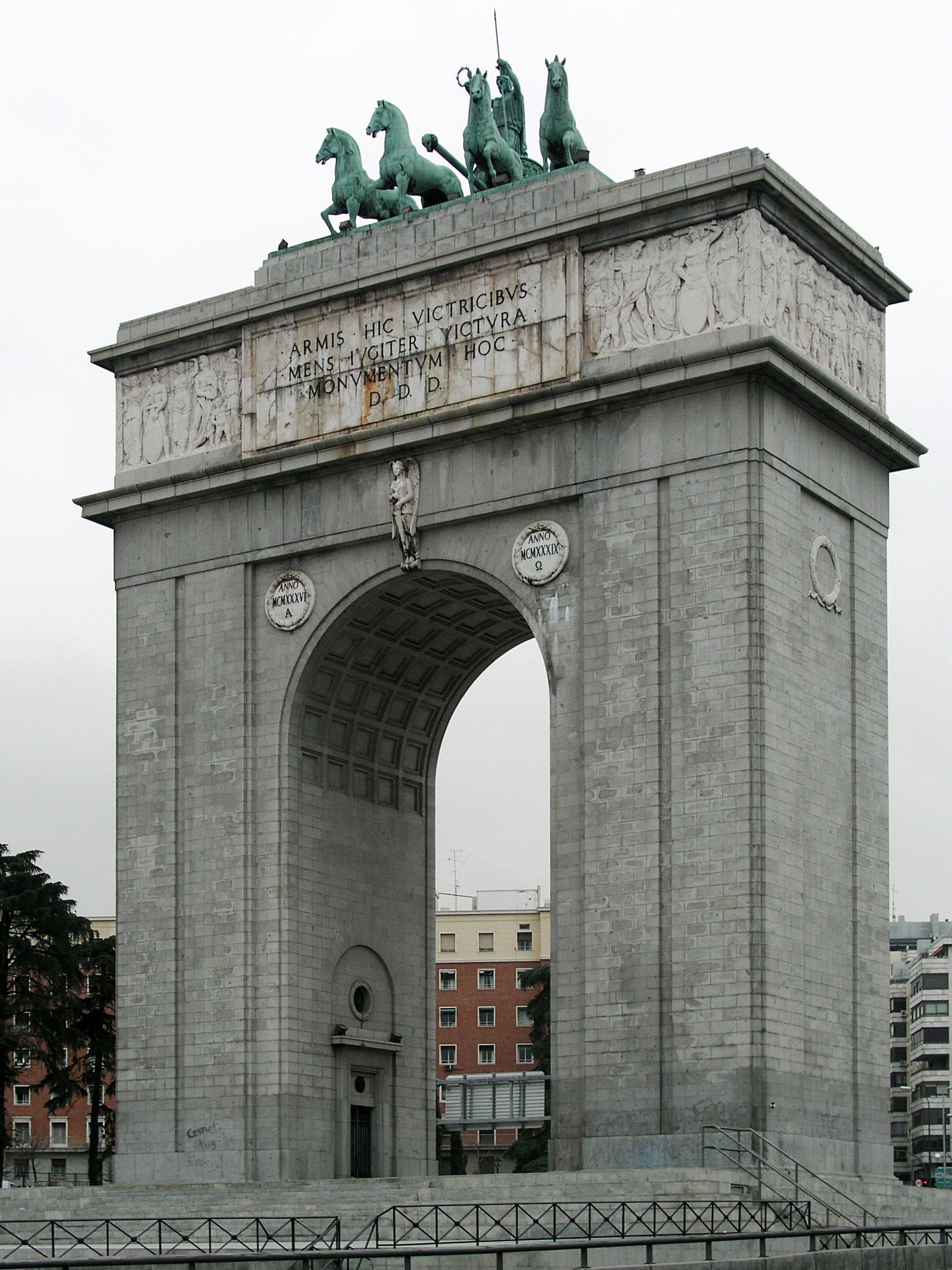
Arch of la Victoria.
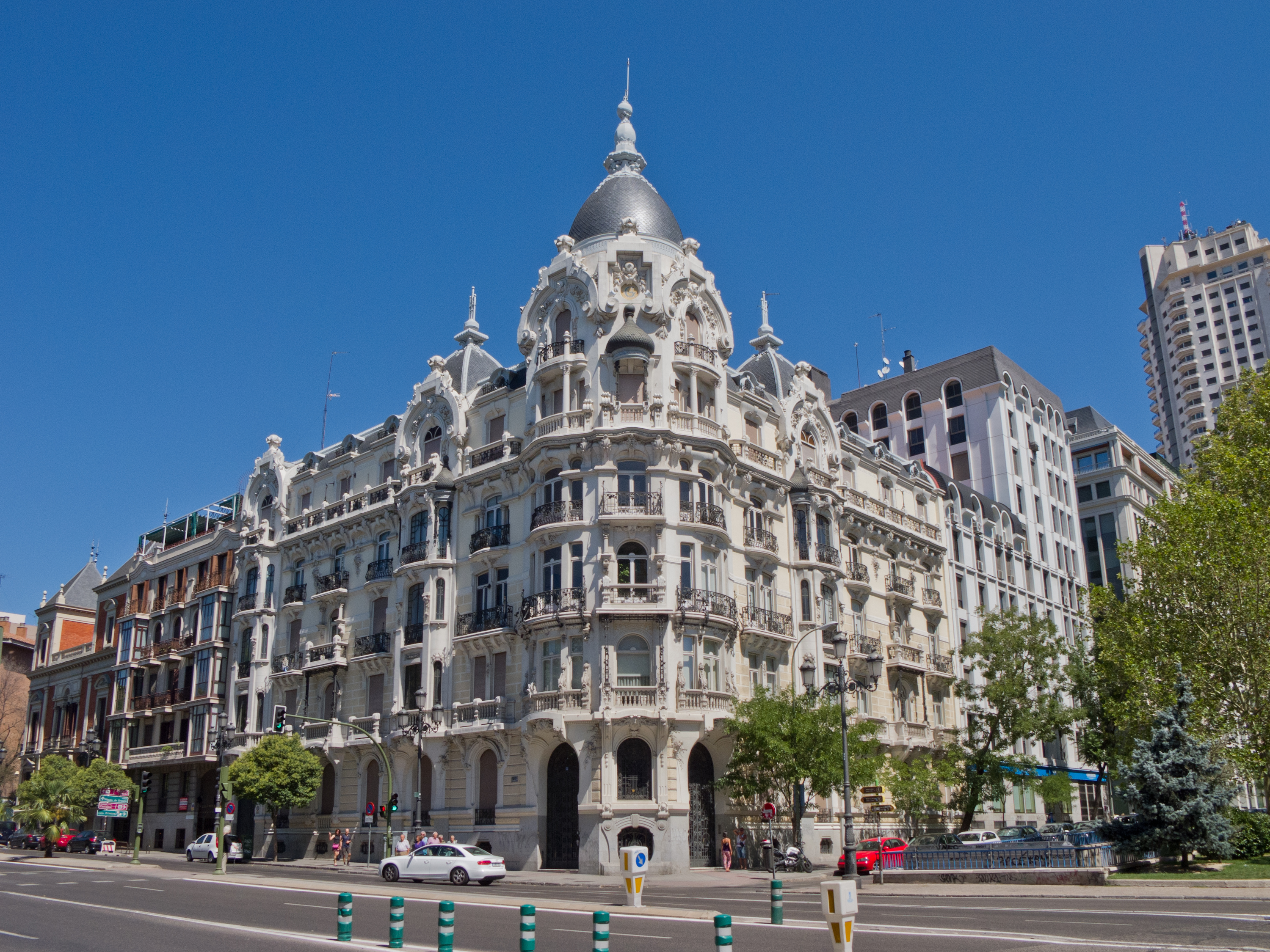
Casa Gallardo
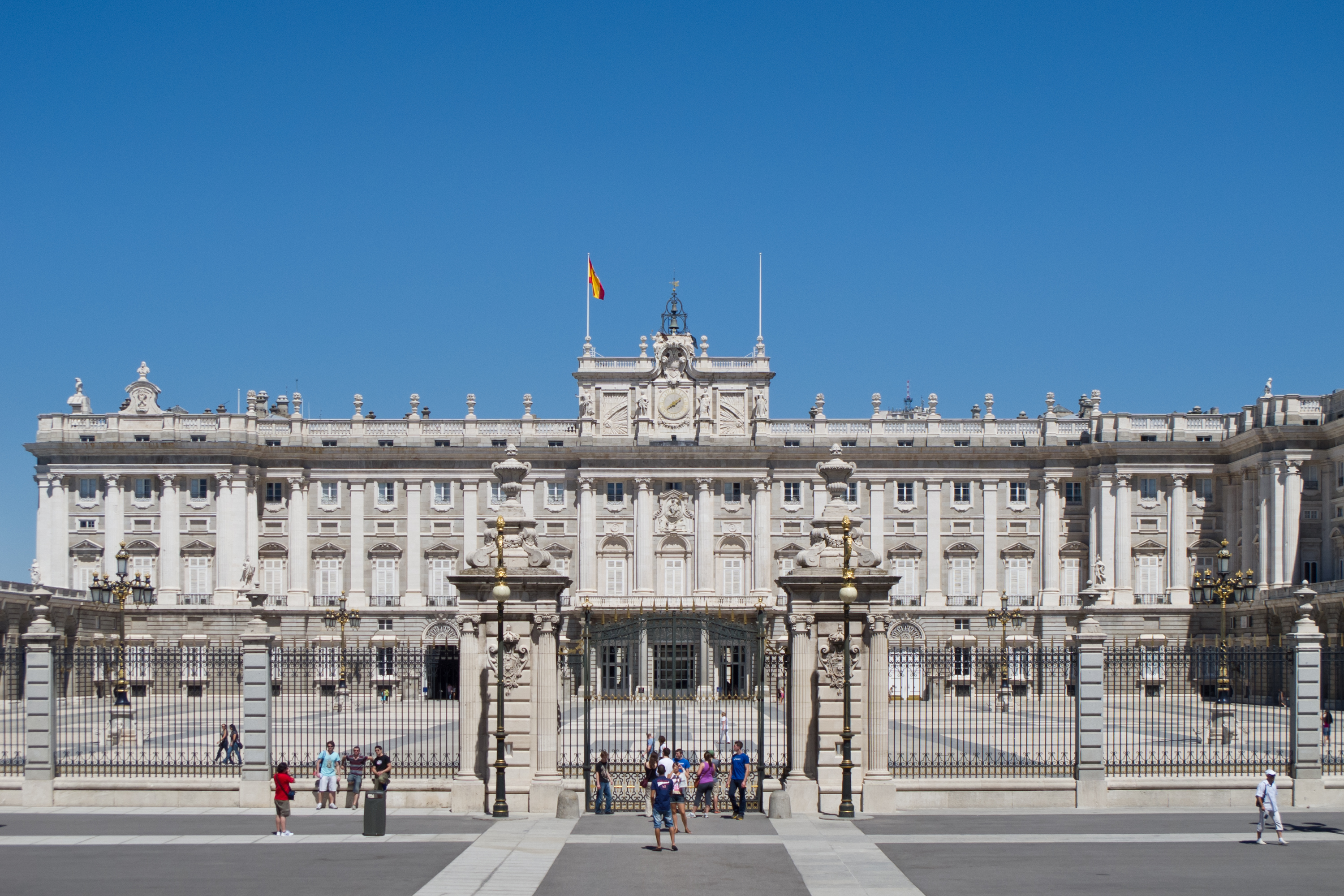
Royal Palace of Madrid
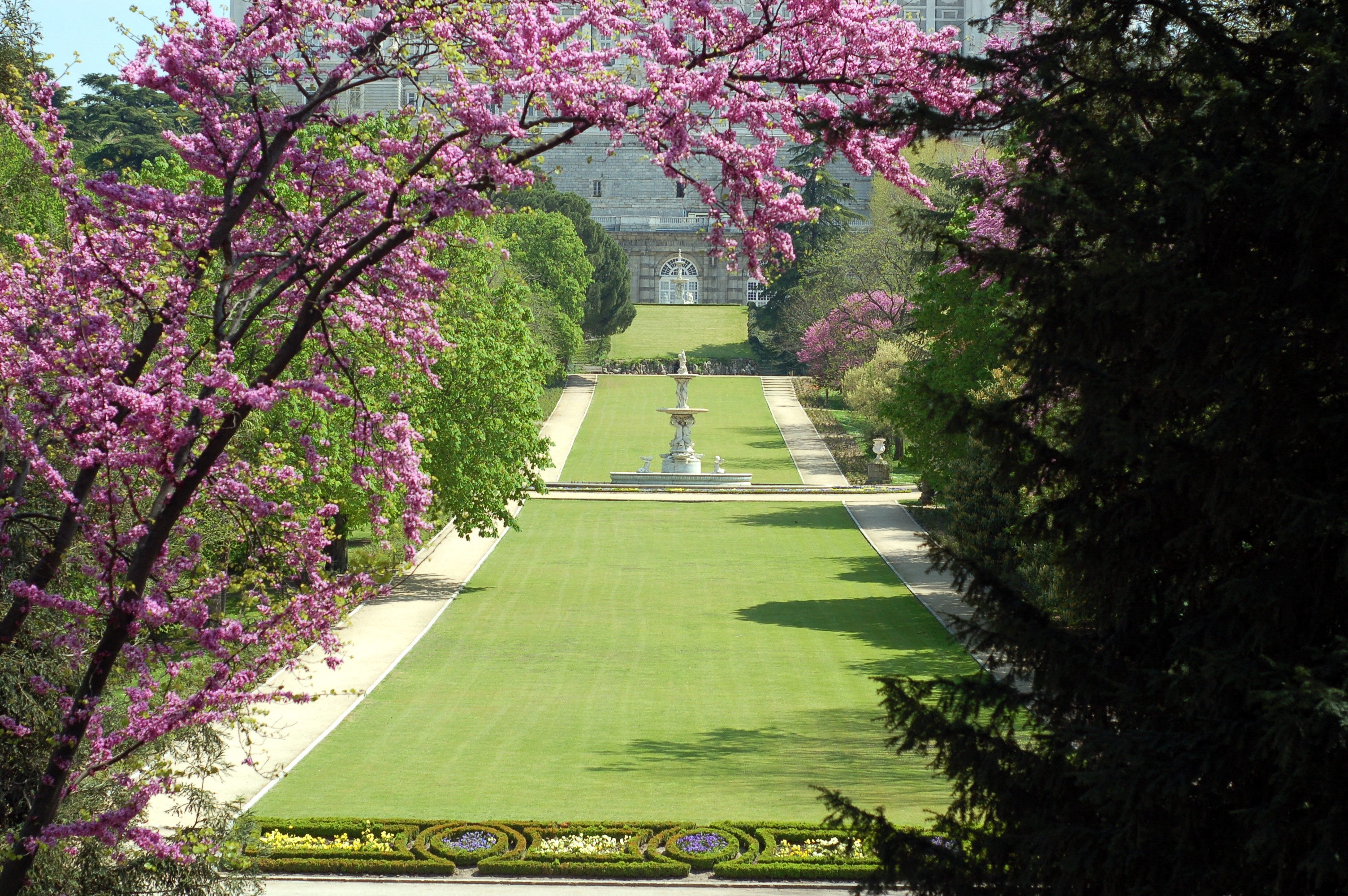
Royal Palace of Madrid
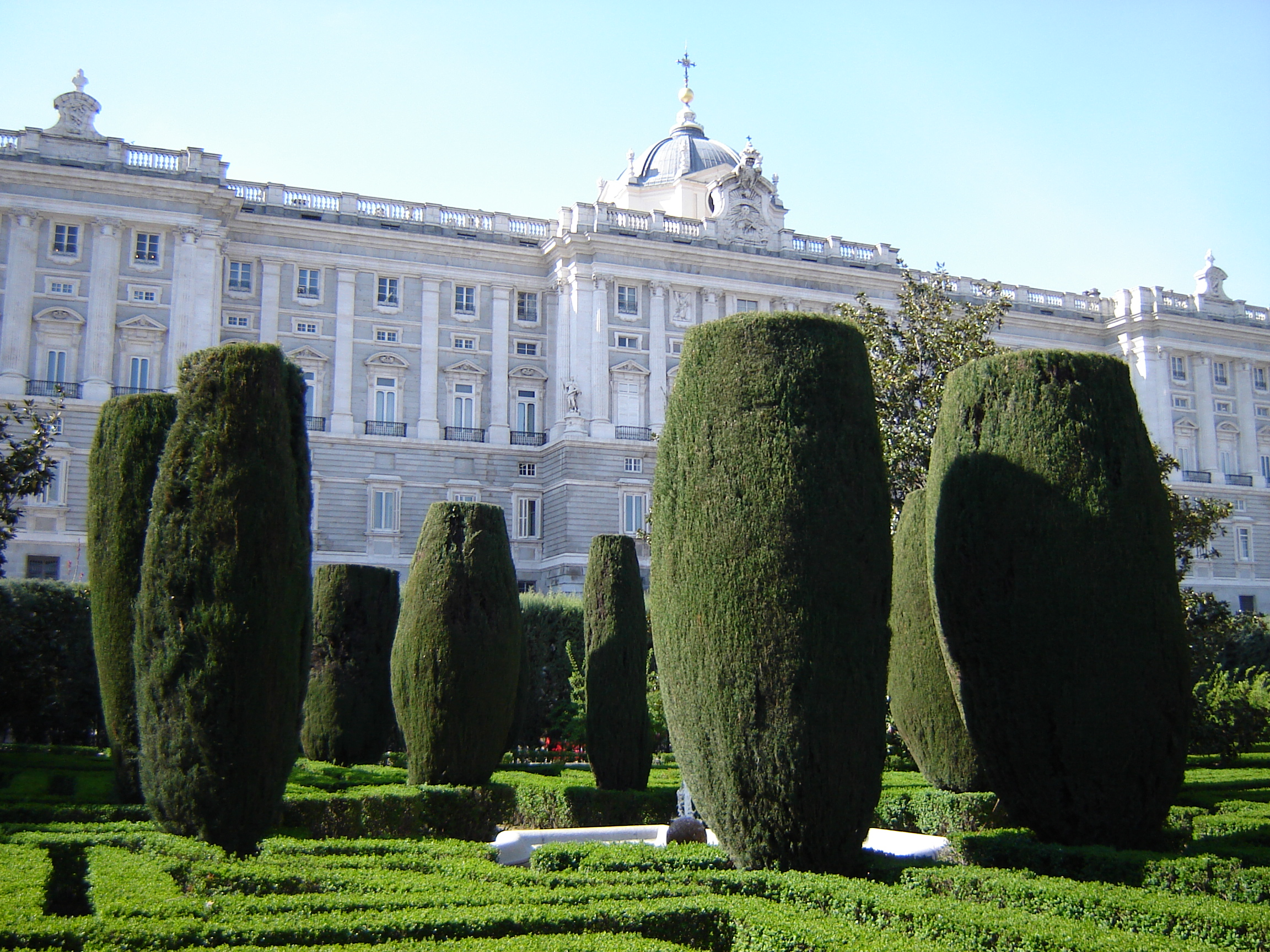
Royal Palace of Madrid
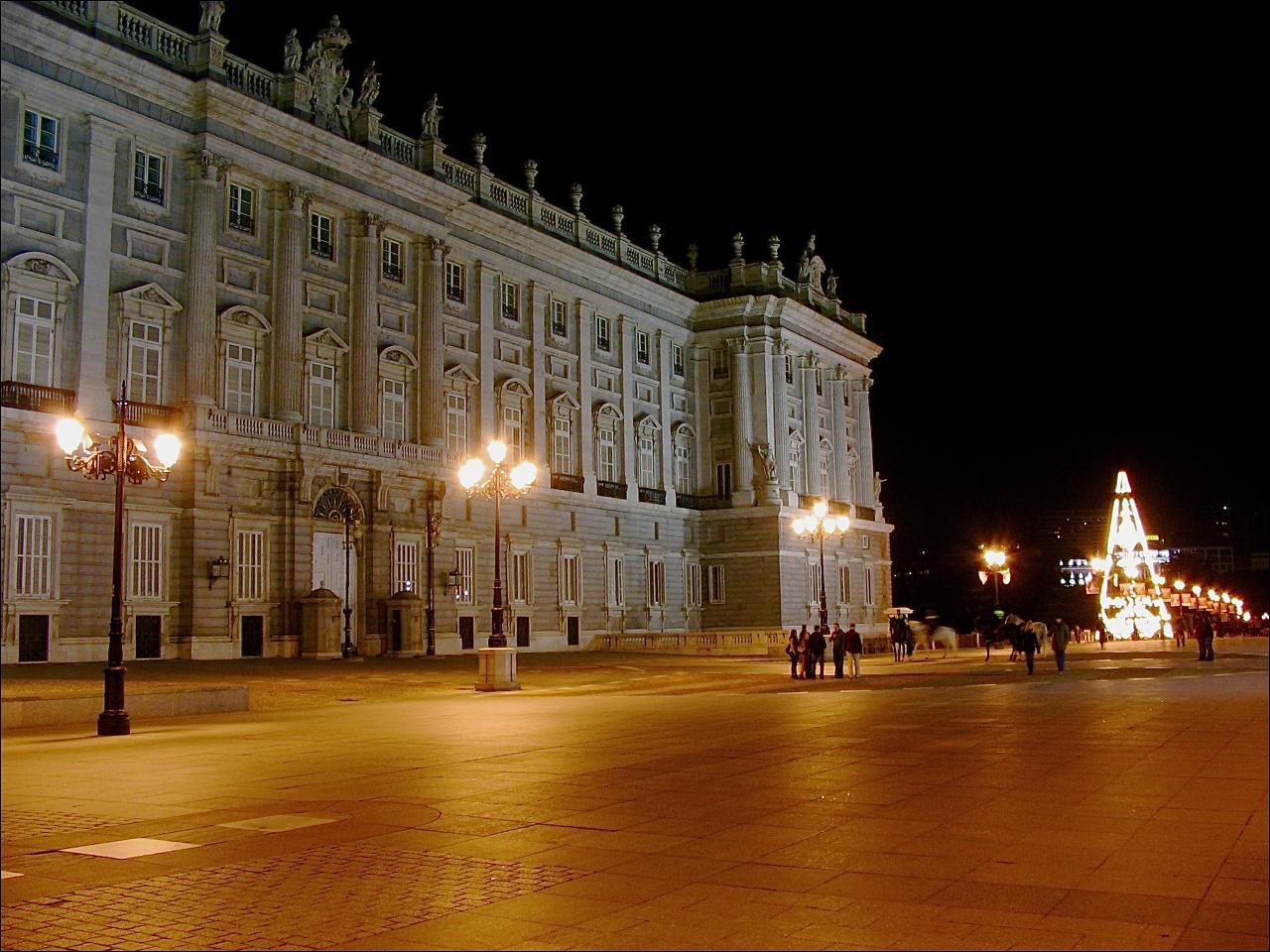
Royal Palace of Madrid
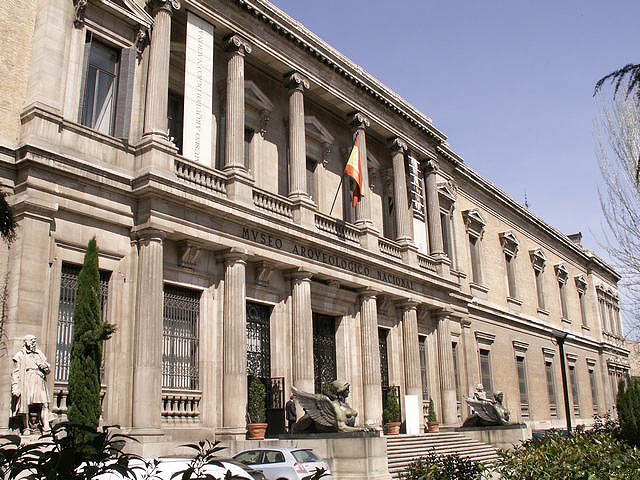
Museo Arqueológico Nacional (1867)
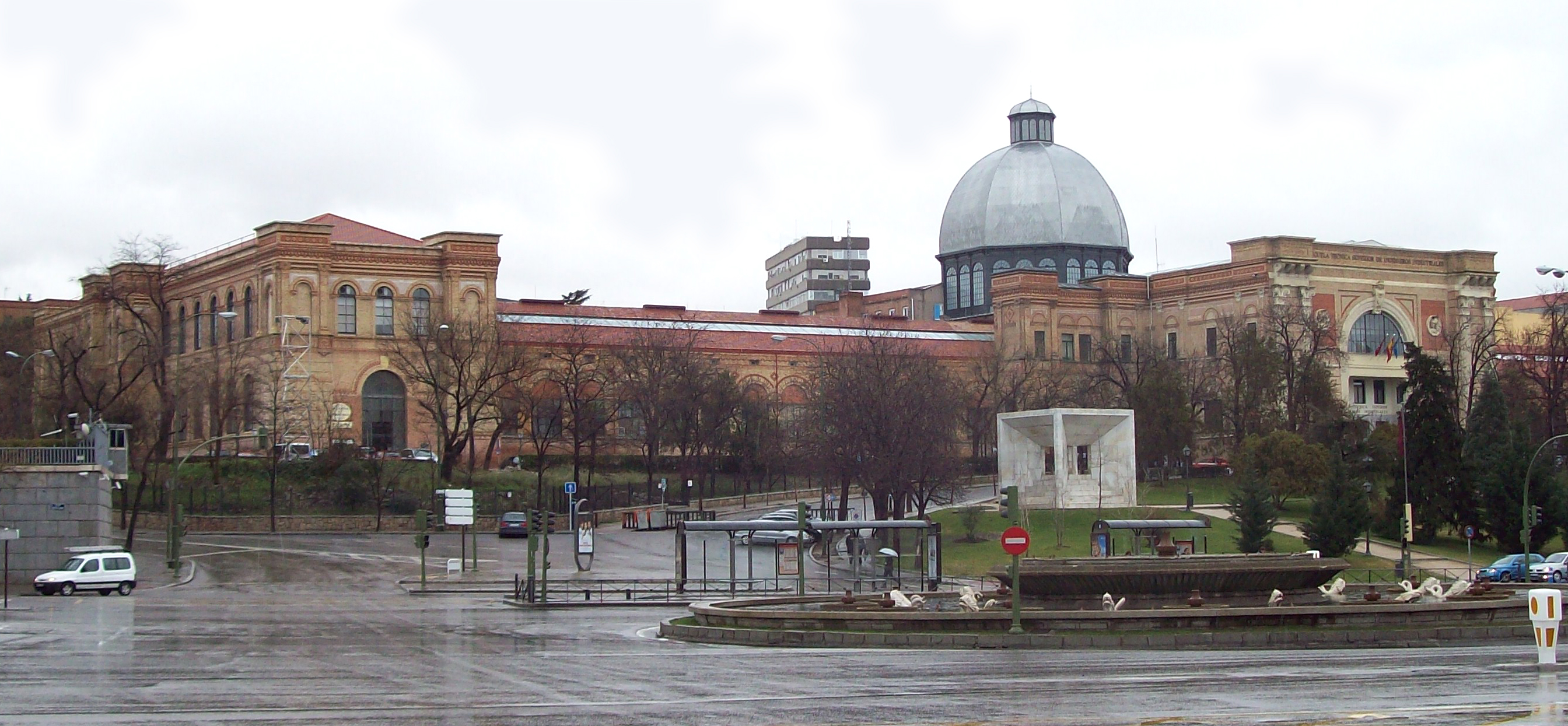
Museo Nacional de Ciencias Naturales (1772)
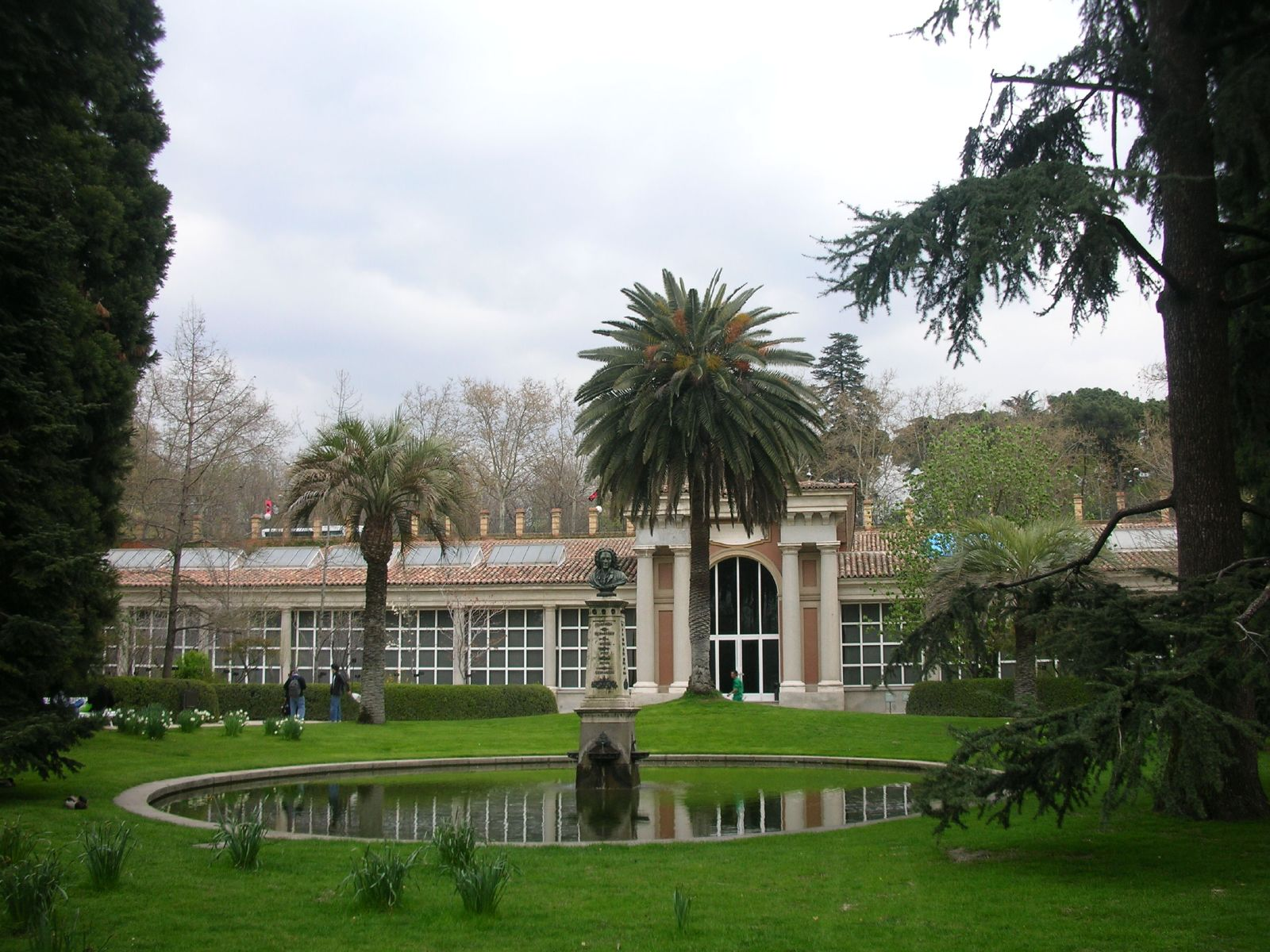
Real Jardín Botánico de Madrid (1755)

### Thế kỉ 21
Vào 11 tháng 3 năm 2004, Madrid bị đánh bom khi quân khủng bố đặt một loạt bom trên nhiều chuyến tàu trong giờ cao điểm, ba ngày trước cuộc bầu cử 14 tháng 3 năm 2004. Đây là cuộc thảm sát lớn nhất ở Tây Ban Nha kể từ nội chiến chấm dứt vào năm 1939.
Ban đầu, những người khủng bố Basque thuộc ETA đã bị đảng cầm quyền lúc đó là Partido Popular, cũng như các đảng phái chính trị khác ở Tây Ban Nha buộc tội, nhưng sau đó thủ phạm được cho là những kẻ khủng bố Hồi giáo.
Madrid cũng mong muốn trở thành một thành phố Thế vận hội, và trở thành ứng cử viên cho thế vận năm 2012, nhưng điều này đã thuộc về Luân Đôn sau khi Madrid bị loại ở vòng bỏ phiếu thứ ba. Tuy nhiên, thị trưởng thành phố đã nói rằng giấc mơ Thế vận hội của Madrid chưa kết thúc ở Singapore, vì thành phố sẽ ứng cử như là thành phố chủ nhà cho Thế vận hội năm 2016..

## Khí hậu
Madrid chịu ảnh hưởng của khí hậu Địa Trung Hải (phân loại khí hậu Köppen) với mùa đông lạnh tuỳ theo cao độ (650m trên mực nước biển tại Alicante), bao gồm những đợt tuyết rơi lác đác và nhiệt độ thấp nhất thường dưới 0 độ. Mùa hè khí hậu thường nóng với nhiệt độ luôn vượt quá 30 °C (86 °F) vào tháng 7 và tháng 8, tuy ít khi nào vượt quá ngưỡng 40 °C (104 °F). Do cao độ và khí hậu khô của Madrid, sự chênh nhiệt nhiệt độ vào ban ngày đặc biệt hệ trọng vào mùa hè. Giáng thủy tập trung vào mùa thu và mùa xuân, chủ yếu thưa thớt vào hè, diễn ra dưới hình thức một hoặc hai cơn mưa rào hoặc mưa giông trong vòng một tháng.
| Dữ liệu khí hậu của Madrid, Parque del Retiro in the city center | Dữ liệu khí hậu của Madrid, Parque del Retiro in the city center | Dữ liệu khí hậu của Madrid, Parque del Retiro in the city center | Dữ liệu khí hậu của Madrid, Parque del Retiro in the city center | Dữ liệu khí hậu của Madrid, Parque del Retiro in the city center | Dữ liệu khí hậu của Madrid, Parque del Retiro in the city center | Dữ liệu khí hậu của Madrid, Parque del Retiro in the city center | Dữ liệu khí hậu của Madrid, Parque del Retiro in the city center | Dữ liệu khí hậu của Madrid, Parque del Retiro in the city center | Dữ liệu khí hậu của Madrid, Parque del Retiro in the city center | Dữ liệu khí hậu của Madrid, Parque del Retiro in the city center | Dữ liệu khí hậu của Madrid, Parque del Retiro in the city center | Dữ liệu khí hậu của Madrid, Parque del Retiro in the city center | Dữ liệu khí hậu của Madrid, Parque del Retiro in the city center |
| Tháng                                                            | 1                                                                | 2                                                                | 3                                                                | 4                                                                | 5                                                                | 6                                                                | 7                                                                | 8                                                                | 9                                                                | 10                                                               | 11                                                               | 12                                                               | Năm                                                              |
| ---------------------------------------------------------------- | ---------------------------------------------------------------- | ---------------------------------------------------------------- | ---------------------------------------------------------------- | ---------------------------------------------------------------- | ---------------------------------------------------------------- | ---------------------------------------------------------------- | ---------------------------------------------------------------- | ---------------------------------------------------------------- | ---------------------------------------------------------------- | ---------------------------------------------------------------- | ---------------------------------------------------------------- | ---------------------------------------------------------------- | ---------------------------------------------------------------- |
| Trung bình ngày tối đa °C (°F)                                   | 9.7 (49.5)                                                       | 12.0 (53.6)                                                      | 15.7 (60.3)                                                      | 17.5 (63.5)                                                      | 21.4 (70.5)                                                      | 26.9 (80.4)                                                      | 31.2 (88.2)                                                      | 30.7 (87.3)                                                      | 26.0 (78.8)                                                      | 19.0 (66.2)                                                      | 13.4 (56.1)                                                      | 10.1 (50.2)                                                      | 19.4 (66.9)                                                      |
| Trung bình ngày °C (°F)                                          | 6.2 (43.2)                                                       | 7.9 (46.2)                                                       | 10.7 (51.3)                                                      | 12.4 (54.3)                                                      | 16.1 (61.0)                                                      | 21.0 (69.8)                                                      | 24.8 (76.6)                                                      | 24.5 (76.1)                                                      | 20.5 (68.9)                                                      | 14.6 (58.3)                                                      | 9.7 (49.5)                                                       | 7.0 (44.6)                                                       | 14.6 (58.3)                                                      |
| Tối thiểu trung bình ngày °C (°F)                                | 2.6 (36.7)                                                       | 3.7 (38.7)                                                       | 5.6 (42.1)                                                       | 7.2 (45.0)                                                       | 10.7 (51.3)                                                      | 15.1 (59.2)                                                      | 18.4 (65.1)                                                      | 18.2 (64.8)                                                      | 15.0 (59.0)                                                      | 10.2 (50.4)                                                      | 6.0 (42.8)                                                       | 3.8 (38.8)                                                       | 9.7 (49.5)                                                       |
| Lượng Giáng thủy trung bình mm (inches)                          | 37 (1.5)                                                         | 35 (1.4)                                                         | 26 (1.0)                                                         | 47 (1.9)                                                         | 52 (2.0)                                                         | 25 (1.0)                                                         | 15 (0.6)                                                         | 10 (0.4)                                                         | 28 (1.1)                                                         | 49 (1.9)                                                         | 56 (2.2)                                                         | 56 (2.2)                                                         | 436 (17.2)                                                       |
| Số ngày giáng thủy trung bình (≥ 1 mm)                           | 6                                                                | 6                                                                | 5                                                                | 7                                                                | 8                                                                | 4                                                                | 2                                                                | 2                                                                | 3                                                                | 6                                                                | 6                                                                | 7                                                                | 63                                                               |
| Số giờ nắng trung bình tháng                                     | 148                                                              | 157                                                              | 214                                                              | 231                                                              | 272                                                              | 310                                                              | 359                                                              | 335                                                              | 261                                                              | 198                                                              | 157                                                              | 124                                                              | 2.769                                                            |
| Nguồn: Agencia Estatal de Meteorología                           |                                                                  |                                                                  |                                                                  |                                                                  |                                                                  |                                                                  |                                                                  |                                                                  |                                                                  |                                                                  |                                                                  |                                                                  |                                                                  |

| Dữ liệu khí hậu của Sân bay Adolfo Suárez Madrid–Barajas, 9 km (5,59 mi) from the city's financial district | Dữ liệu khí hậu của Sân bay Adolfo Suárez Madrid–Barajas, 9 km (5,59 mi) from the city's financial district | Dữ liệu khí hậu của Sân bay Adolfo Suárez Madrid–Barajas, 9 km (5,59 mi) from the city's financial district | Dữ liệu khí hậu của Sân bay Adolfo Suárez Madrid–Barajas, 9 km (5,59 mi) from the city's financial district | Dữ liệu khí hậu của Sân bay Adolfo Suárez Madrid–Barajas, 9 km (5,59 mi) from the city's financial district | Dữ liệu khí hậu của Sân bay Adolfo Suárez Madrid–Barajas, 9 km (5,59 mi) from the city's financial district | Dữ liệu khí hậu của Sân bay Adolfo Suárez Madrid–Barajas, 9 km (5,59 mi) from the city's financial district | Dữ liệu khí hậu của Sân bay Adolfo Suárez Madrid–Barajas, 9 km (5,59 mi) from the city's financial district | Dữ liệu khí hậu của Sân bay Adolfo Suárez Madrid–Barajas, 9 km (5,59 mi) from the city's financial district | Dữ liệu khí hậu của Sân bay Adolfo Suárez Madrid–Barajas, 9 km (5,59 mi) from the city's financial district | Dữ liệu khí hậu của Sân bay Adolfo Suárez Madrid–Barajas, 9 km (5,59 mi) from the city's financial district | Dữ liệu khí hậu của Sân bay Adolfo Suárez Madrid–Barajas, 9 km (5,59 mi) from the city's financial district | Dữ liệu khí hậu của Sân bay Adolfo Suárez Madrid–Barajas, 9 km (5,59 mi) from the city's financial district | Dữ liệu khí hậu của Sân bay Adolfo Suárez Madrid–Barajas, 9 km (5,59 mi) from the city's financial district |
| Tháng | 1 | 2 | 3 | 4 | 5 | 6 | 7 | 8 | 9 | 10 | 11 | 12 | Năm |
| --- | --- | --- | --- | --- | --- | --- | --- | --- | --- | --- | --- | --- | --- |
| Trung bình ngày tối đa °C (°F)                                                                              | 10.6 (51.1)                                                                                                 | 12.9 (55.2)                                                                                                 | 16.3 (61.3)                                                                                                 | 18.0 (64.4)                                                                                                 | 22.3 (72.1)                                                                                                 | 28.2 (82.8)                                                                                                 | 33.0 (91.4)                                                                                                 | 32.4 (90.3)                                                                                                 | 27.6 (81.7)                                                                                                 | 20.6 (69.1)                                                                                                 | 14.7 (58.5)                                                                                                 | 11.0 (51.8)                                                                                                 | 20.6 (69.1)                                                                                                 |
| Trung bình ngày °C (°F)                                                                                     | 5.4 (41.7)                                                                                                  | 7.2 (45.0)                                                                                                  | 9.8 (49.6)                                                                                                  | 11.7 (53.1)                                                                                                 | 15.6 (60.1)                                                                                                 | 20.7 (69.3)                                                                                                 | 24.5 (76.1)                                                                                                 | 24.2 (75.6)                                                                                                 | 20.2 (68.4)                                                                                                 | 14.4 (57.9)                                                                                                 | 9.2 (48.6)                                                                                                  | 6.4 (43.5)                                                                                                  | 14.1 (57.4)                                                                                                 |
| Tối thiểu trung bình ngày °C (°F)                                                                           | 0.3 (32.5)                                                                                                  | 1.5 (34.7)                                                                                                  | 3.2 (37.8)                                                                                                  | 5.4 (41.7)                                                                                                  | 8.4 (47.1)                                                                                                  | 13.0 (55.4)                                                                                                 | 16.1 (61.0)                                                                                                 | 16.0 (60.8)                                                                                                 | 12.7 (54.9)                                                                                                 | 8.3 (46.9)                                                                                                  | 3.8 (38.8)                                                                                                  | 1.8 (35.2)                                                                                                  | 7.6 (45.7)                                                                                                  |
| Lượng Giáng thủy trung bình mm (inches)                                                                     | 33 (1.3) | 34 (1.3) | 23 (0.9) | 39 (1.5) | 47 (1.9) | 26 (1.0) | 11 (0.4) | 12 (0.5) | 24 (0.9) | 39 (1.5) | 48 (1.9) | 48 (1.9) | 386 (15.2)                                                                                                  |
| Số ngày giáng thủy trung bình (≥ 1 mm)                                                                      | 6 | 5 | 4 | 6 | 7 | 4 | 2 | 2 | 3 | 6 | 6 | 7 | 58 |
| Số giờ nắng trung bình tháng                                                                                | 140 | 164 | 221 | 219 | 256 | 299 | 344 | 328 | 252 | 198 | 155 | 115 | 2.658 |
| Nguồn: Agencia Estatal de Meteorología                                                                      | | | | | | | | | | | | | |

### Tiểu vùng đô thị

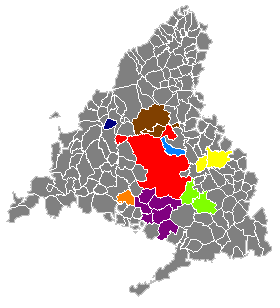
Các tiểu vùng đô thị Madrid

## Kiến trúc

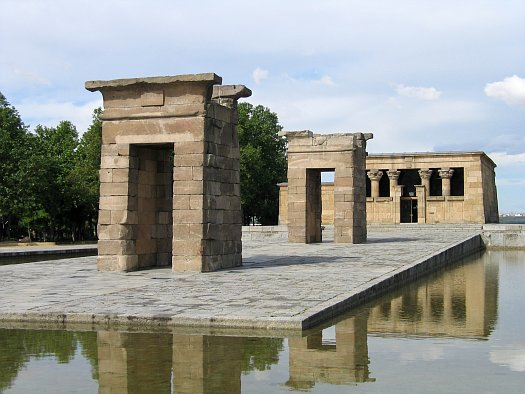
Temple of Debod

## Môi trường

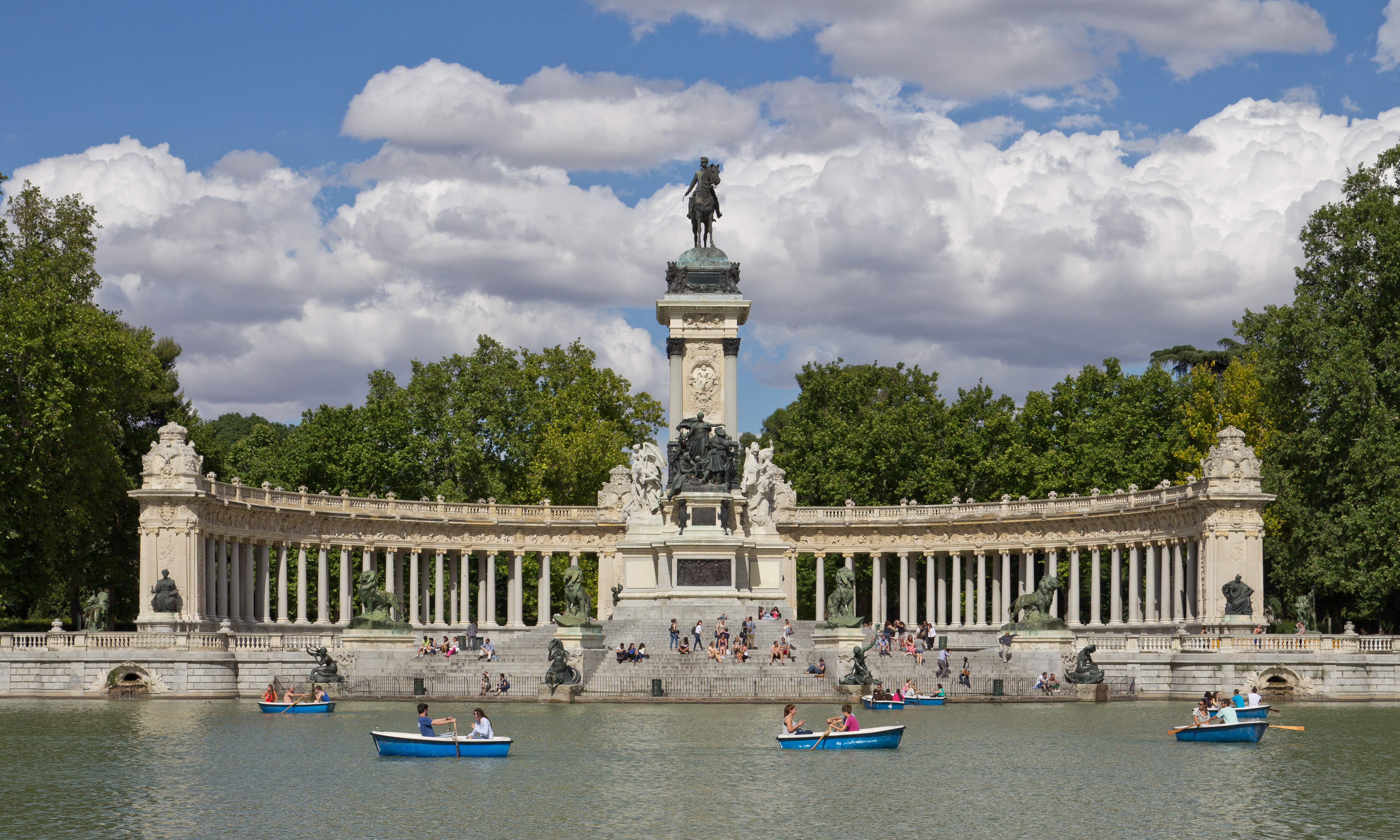
Công viên Retiro.

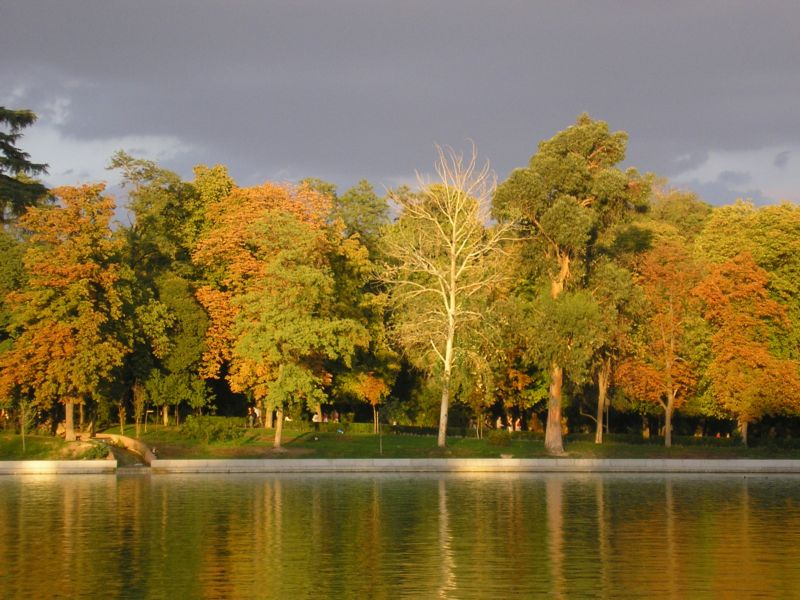
Cây xanh ở Công viên Retiro.

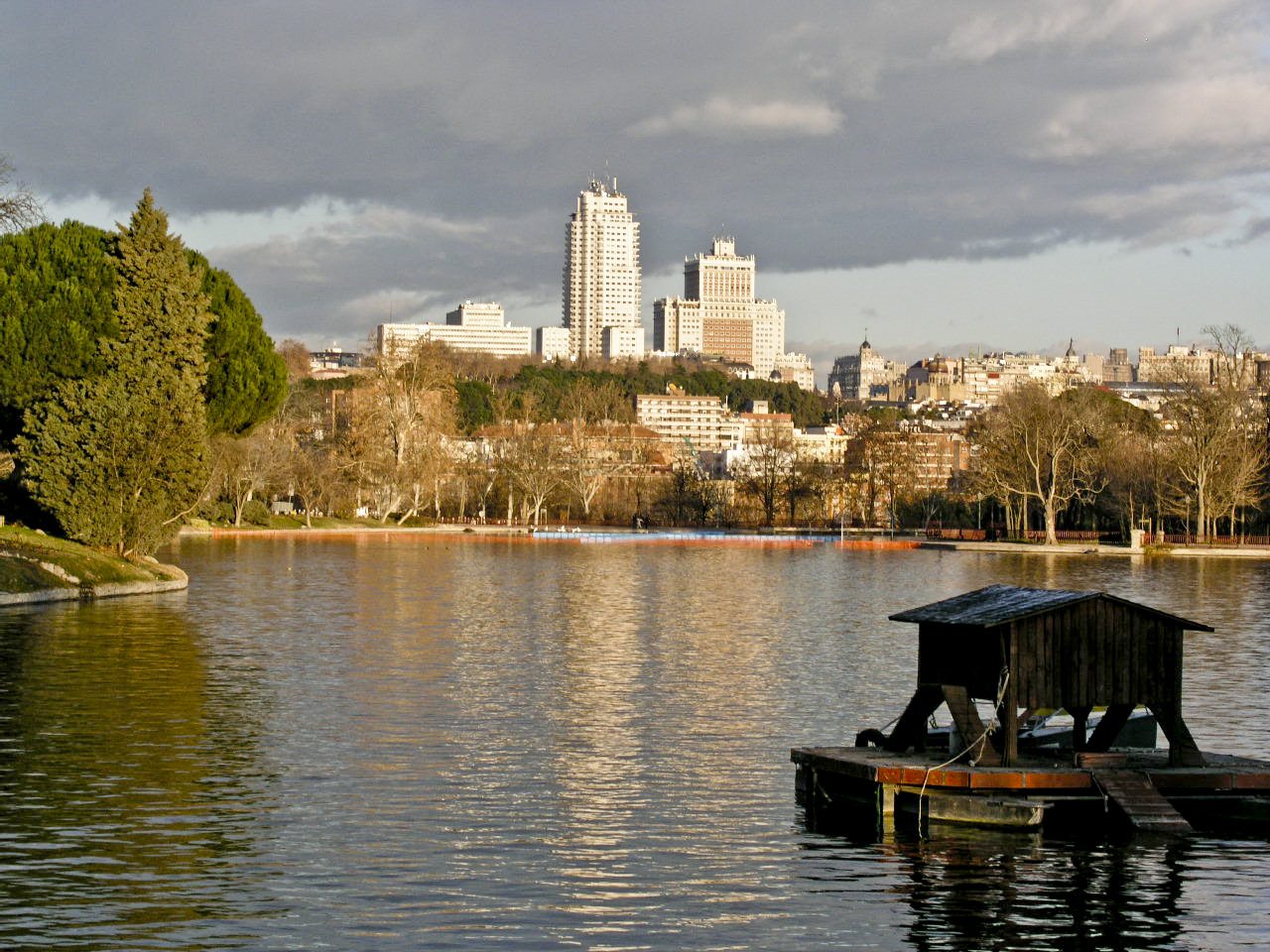
Hồ tại Casa de Campo.

### 1992 đến 2008

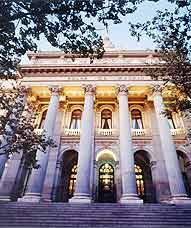
Sở giao dịch chứng khoán Madrid

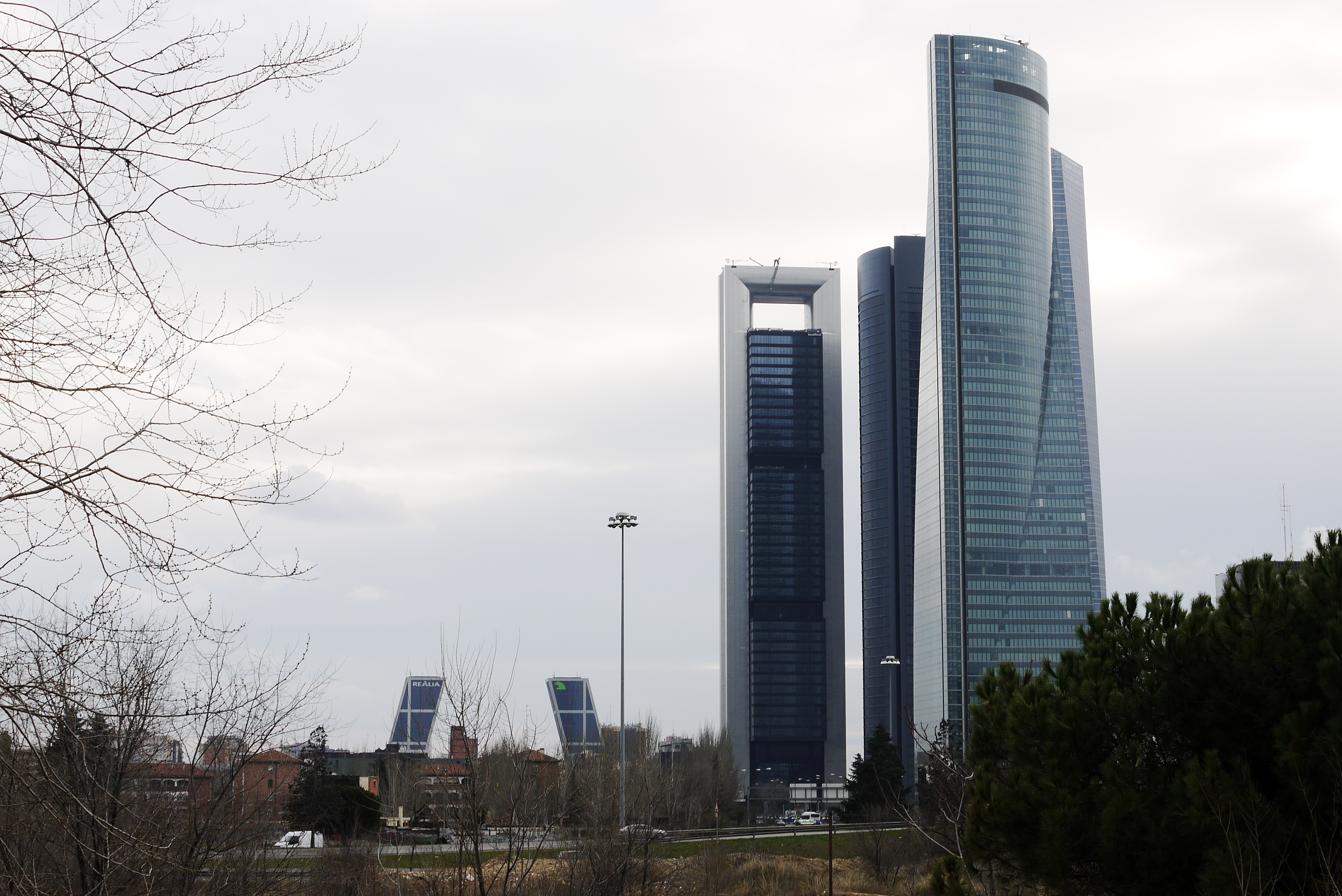
Cuatro Torres Business Area

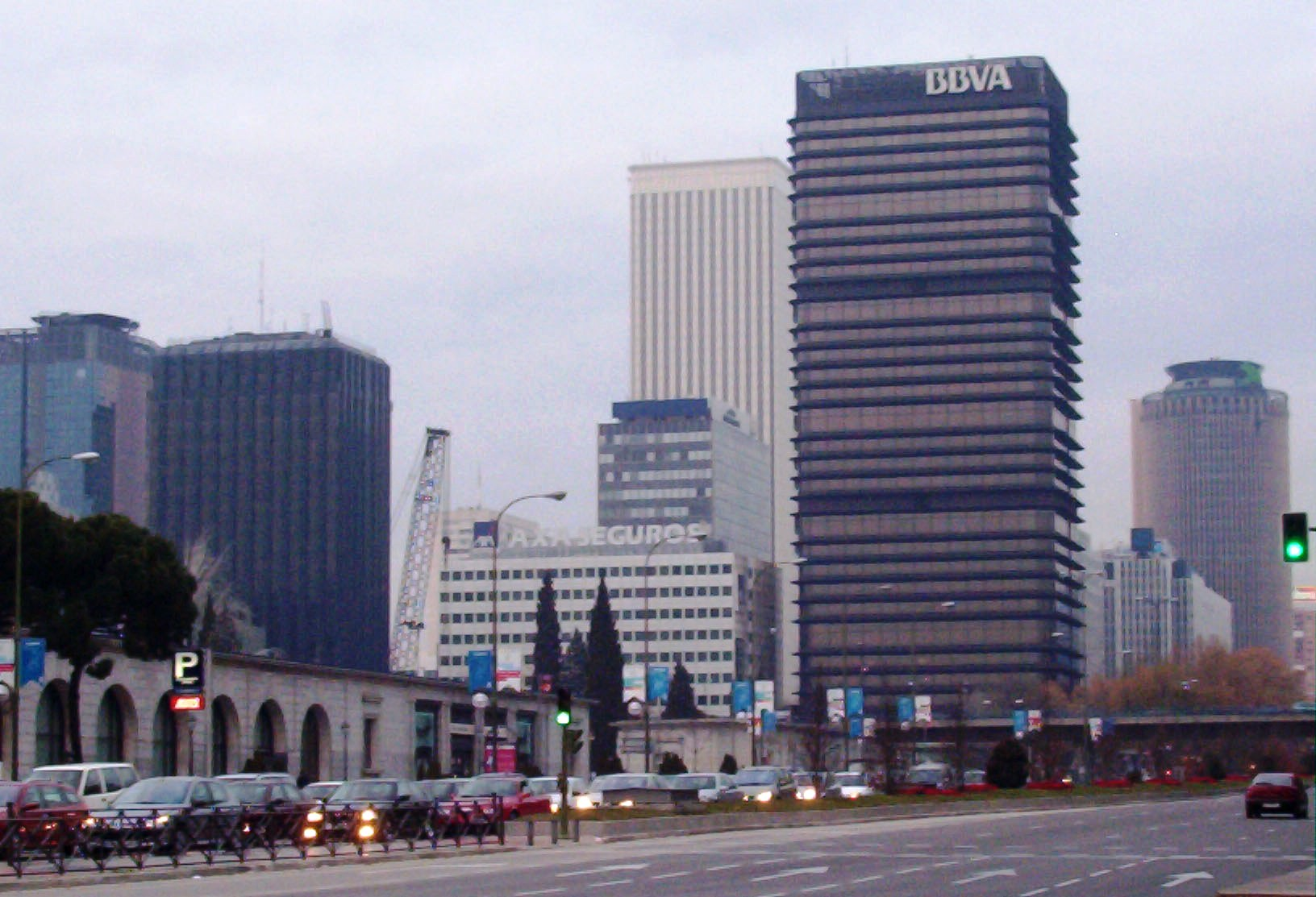
AZCA (Business Park)